# Clairegoutte
Vous lisez un « article de qualité » labellisé en 2017.
Clairegoutte est une commune française située dans le département de la Haute-Saône, la région culturelle et historique de Franche-Comté et la région administrative Bourgogne-Franche-Comté.
Peuplée par 390 habitants en 2022, la commune est située dans une région particulièrement vallonnée, les Vosges saônoises. Son altitude varie de 305 mètres au centre-ville à 589 mètres.
Le village prend place dans un espace rustique, dominé par la forêt du Chérimont qui couvre plus de la moitié de son territoire. Sa ruralité est contrebalancée par un réseau routier dense facilitant les déplacements vers les villes voisines, permettant à plus de 85 % des Clairegouttois de travailler hors de la commune, située au carrefour des trois départements de la Haute-Saône, du Doubs et du Territoire de Belfort.
Fondée durant le Moyen Âge, Clairegoutte a été marquée par le protestantisme, courant fortement présent dans le pays de Montbéliard. Un bénéfique XVIIIe siècle et l'influence de l'exploitation des houillères proches pendant les deux siècles suivants firent de Clairegoutte un centre artisanal prospère dont plusieurs demeures témoignent encore. Le village possède un cœur historique à l'architecture originale et préservée, dont deux ensembles inscrits au patrimoine historique ; un lotissement a été construit en périphérie.

## Géographie

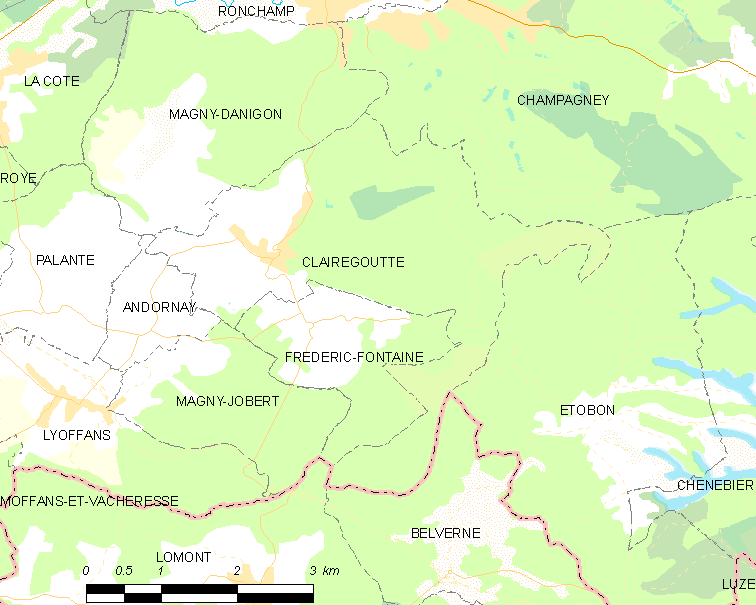
Le territoire communal dans son contexte local.

### Localisation
Clairegoutte se situe dans l'Est de la France, dans le Nord-Est de la Bourgogne-Franche-Comté. Appartenant au département de la Haute-Saône, le village est situé à 15 km à vol d'oiseau des départements voisins du Territoire de Belfort et du Doubs. Enfin, Clairegoutte est distant de 9 km de Lure (sous-préfecture), 35 km de Vesoul (préfecture), 18 km et 23 km de Belfort et Montbéliard, et 340 km de Paris, la capitale.
| Magny-Danigon                  | Magny-Danigon, Champagney | Champagney |
| Andornay, Palante Magny-Jobert | Clairegoutte              | Étobon     |
| Frédéric-Fontaine              | Lomont, Belverne          | Étobon     |

### Relief

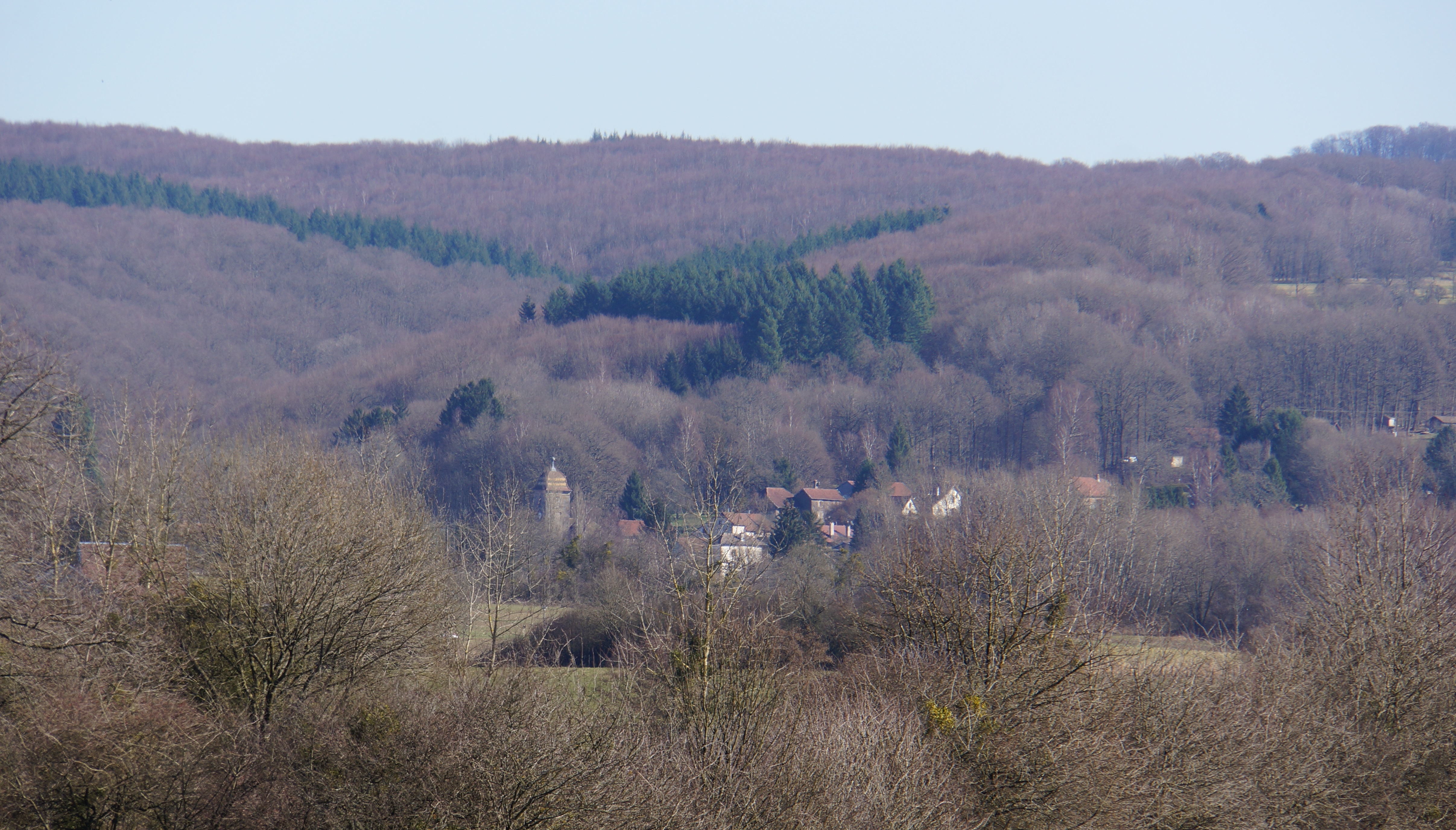
Les collines bordant le village.

La superficie de la commune est de 1 048 hectares ; son altitude varie de 305  à   590 mètres. Du fait de son altitude et de sa pente, la commune de Clairegoutte est classée en zone de montagne en mars 2016,.
Le village est installé sur un territoire caractérisé par la présence de vastes plaines vallonnées. Le cœur historique de Clairegoutte occupe une combe à l'ouest de son territoire communal. Celui-ci s'étend au nord et englobe une grande partie de la forêt du Chérimont, dont l'altitude augmente constamment du sud-ouest au nord-est. Le point culminant de la commune se situe tout à l'est du territoire, il s'agit de la Tête de Cheval qui culmine 590 mètres, c'est aussi le sommet le plus étendu et le plus élevé du massif du Chérimont, un petit massif montagneux dépassant rarement l'étage collinéen ; situé entre les Vosges saônoises, la trouée de Belfort et les contreforts du massif du Jura. Le point le plus bas est au sud-ouest au lieu-dit les Nids de la canne.
La forêt recouvre plus de la moitié du territoire communal, sur toute la partie est et nord. Le reste est occupé par des espaces agricoles.

### Géologie
- Bourg et limites communales
- Grès conglomératiques feldspathiques (rD)
- Silts et pélites rouges (rE)
- Zone limite violette (T2A)
- Grès à Voltzia (t2GV)
- Grès coquilliers (t3GS)
- Alluvions anciennes de hautes terrasses (Fx)
- Colluvions (C)

Carte géologique simplifiée de Clairegoutte.
Bourg et limites communales
Grès conglomératiques feldspathiques (rD)
Silts et pélites rouges (rE)
Zone limite violette (T2A)
Grès à Voltzia (t2GV)
Grès coquilliers (t3GS)
Alluvions anciennes de hautes terrasses (Fx)
Colluvions (C)
: Failles

Clairegoutte est construite sur le plateau de Haute-Saône, limitrophe de la dépression sous-vosgienne et s'appuie sur le versant méridional du massif des Vosges,.
Les abords des ruisseaux et la zone située à l'ouest du village sont recouverts d'alluvions et de colluvions du Quaternaire mais le substratum rocheux est principalement daté du Trias inférieur, grès à Voltzia (t2GV) constituant la formation affleurante dominante et grès coquilliers (t3GS). Une mince couche de grès (t2A) sépare les strates triasiques des formations permiennes,.
Sous les niveaux du Trias, se trouvent des grès (rD) et des argiles du Permien (rE), ces dernières étant principalement des pélites émergeant à l'est du village et utilisées dans les tuileries locales. Cet étage géologique recouvre le terrain houiller sur 600  à   700 mètres. Le bassin houiller stéphanien sous-vosgien qui s’étend sous le territoire communal et aux alentours, de Bouhans-lès-Lure au bassin potassique, appartient à l'étage stéphanien. Il se compose de schistes, de houille et de grès houiller, il repose sur des roches sédimentaires (Tufs-grauwackes).
Le territoire est par ailleurs traversé par de nombreuses failles cisaillantes orientées du nord-est au sud-ouest, liées à la proximité des fossés du Rhin et de la Saône.

### Hydrographie

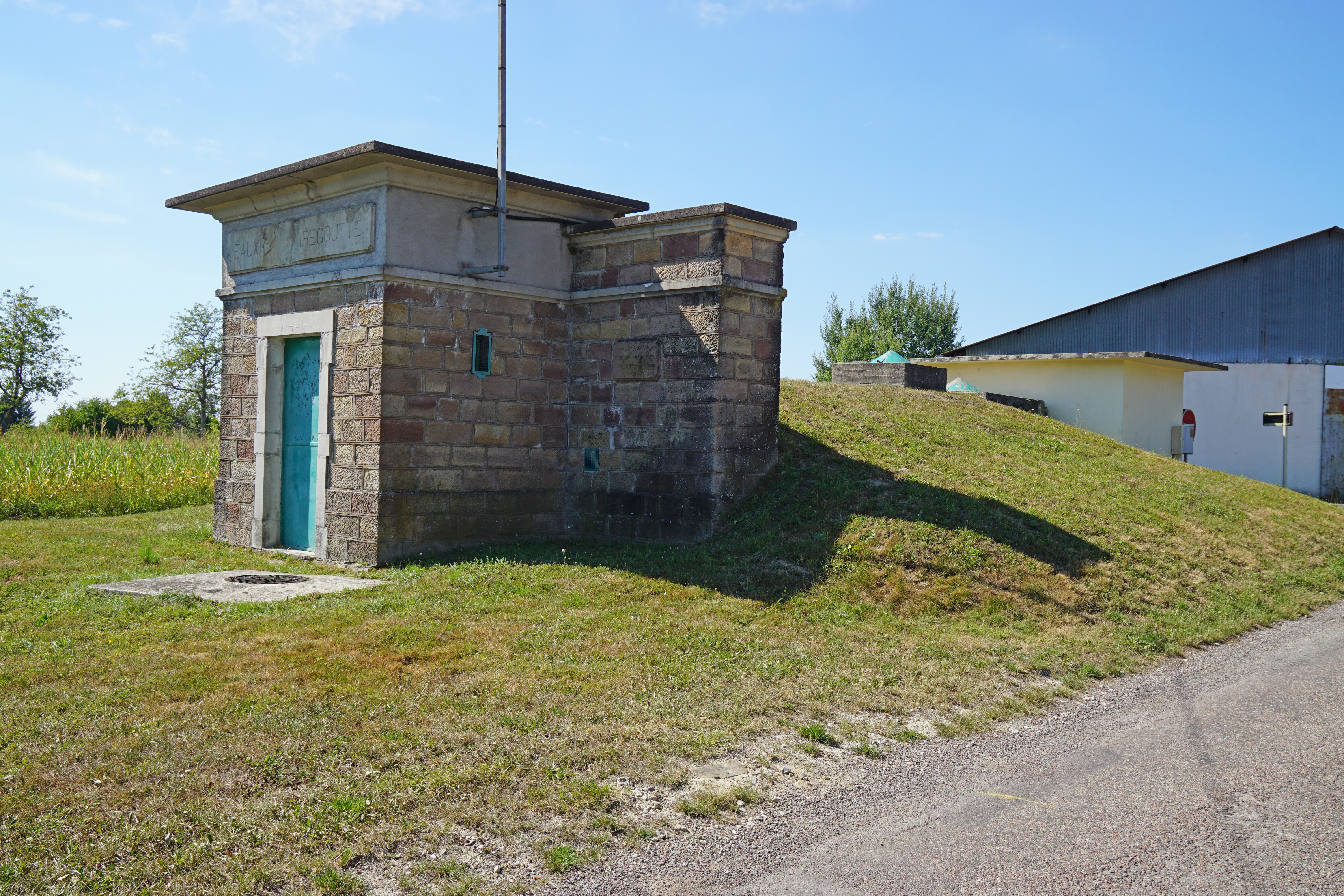
Un réservoir d'eau potable.

Le territoire de Clairegoutte est délimité à l'est par des crêtes formant une ligne de partage des eaux, entre le bassin versant du Doubs à l'est, et celui de la Saône auquel appartient la commune. Le réseau coule d'est en ouest. C'est notamment le cas de la Clairegoutte — ou Béchotte — une union de deux ruisseaux qui prennent leur source dans le bois du May et dans la forêt du Chérimont, dans l'est du territoire, et qui s'écoule à travers le village, continuant vers Lyoffans, Magny-Jobert et Andornay sur 6,7 km. La Clairegoutte se jette dans le Rognon, qui lui, alimente le Scey, affluent de l'Ognon, lui-même affluent de la Saône,. Il existe d'autres ruisselets de très faible longueur, souvent temporaires. Enfin, dans les hauteurs de la forêt du Chérimont, plusieurs sources sont captées.
Un aqueduc de six mètres de haut situé à l'est, construit en pierre, permet au XIXe siècle de canaliser les eaux de la Béchotte et des ruisseaux des Mollieux pour alimenter les fabriques en énergie hydraulique.

### Climat
Pour des articles plus généraux, voir Climat de la Bourgogne-Franche-Comté et Climat de la Haute-Saône.
En 2010, le climat de la commune est de type climat de montagne, selon une étude du Centre national de la recherche scientifique s'appuyant sur une série de données couvrant la période 1971-2000. En 2020, Météo-France publie une typologie des climats de la France métropolitaine dans laquelle la commune est exposée à un climat semi-continental et est dans la région climatique Lorraine, plateau de Langres, Morvan, caractérisée par un hiver rude (1,5 °C), des vents modérés et des brouillards fréquents en automne et hiver.
Pour la période 1971-2000, la température annuelle moyenne est de 9,9 °C, avec une amplitude thermique annuelle de 17,1 °C. Le cumul annuel moyen de précipitations est de 1 466 mm, avec 13,3 jours de précipitations en janvier et 10,7 jours en juillet. Pour la période 1991-2020, la température moyenne annuelle observée sur la station météorologique de Météo-France la plus proche, « Étobon », sur la commune d'Étobon à 5 km à vol d'oiseau, est de 10,7 °C et le cumul annuel moyen de précipitations est de 1 272,5 mm. 
La température maximale relevée sur cette station est de 38,5 °C, atteinte le 24 juillet 2019 ; la température minimale est de −18 °C, atteinte le 1er mars 2005,,.
Les paramètres climatiques de la commune ont été estimés pour le milieu du siècle (2041-2070) selon différents scénarios d'émission de gaz à effet de serre à partir des nouvelles projections climatiques de référence DRIAS-2020. Ils sont consultables sur un site dédié publié par Météo-France en novembre 2022.

## Urbanisme

Développement urbain de Clairegoutte.
Village historique
Extensions post-1960

### Typologie
Au 1er janvier 2024, Clairegoutte est catégorisée commune rurale à habitat dispersé, selon la nouvelle grille communale de densité à sept niveaux définie par l'Insee en 2022.
Elle est située hors unité urbaine. Par ailleurs la commune fait partie de l'aire d'attraction de Montbéliard, dont elle est une commune de la couronne,. Cette aire, qui regroupe 137 communes, est catégorisée dans les aires de 50 000 à moins de 200 000 habitants,.

### Occupation des sols
L'occupation des sols de la commune, telle qu'elle ressort de la base de données européenne d’occupation biophysique des sols Corine Land Cover (CLC), est marquée par l'importance des forêts et milieux semi-naturels (77,6 % en 2018), une proportion identique à celle de 1990 (77,6 %). La répartition détaillée en 2018 est la suivante : 
forêts (77,6 %), zones agricoles hétérogènes (10,8 %), prairies (9,1 %), zones urbanisées (2,5 %). L'évolution de l’occupation des sols de la commune et de ses infrastructures peut être observée sur les différentes représentations cartographiques du territoire : la carte de Cassini (XVIIIe siècle), la carte d'état-major (1820-1866) et les cartes ou photos aériennes de l'IGN pour la période actuelle (1950 à aujourd'hui).

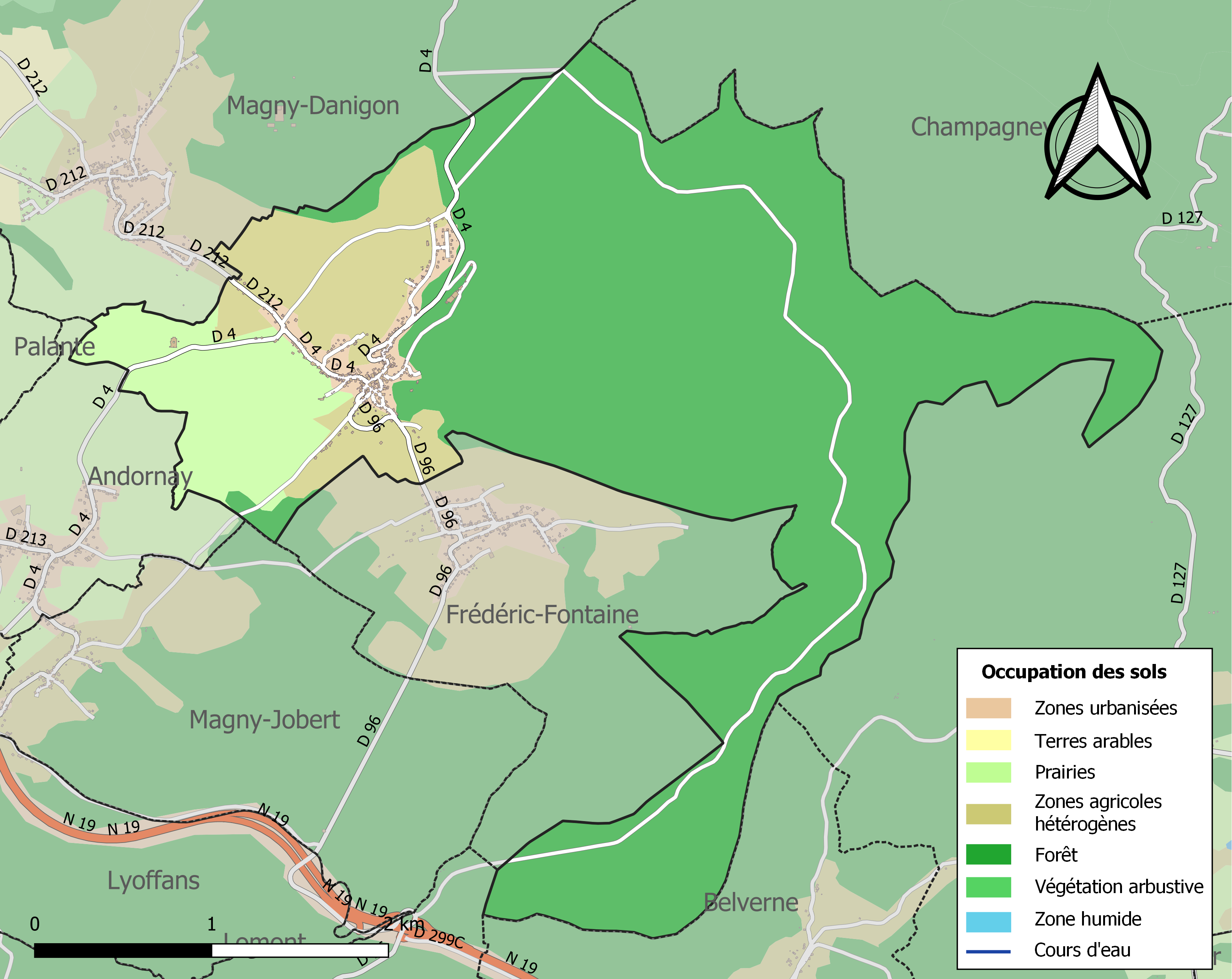
Carte des infrastructures et de l'occupation des sols de la commune en 2018 (CLC).

### Planification

#### Plan d'occupation des sols
L’urbanisme a fait partie des compétences transférées aux communes par la loi de décentralisation du 7 janvier 1983. Dans ce cadre, la commune de Clairegoutte prescrit l'élaboration d'un plan d'occupation des sols (POS) le 20 avril 1985. Le document est approuvé le 12 juillet 1991 puis modifié, la dernière modification approuvée remontant au 30 mars 1999. La commune de Clairegoutte a engagé la révision de son POS et sa transformation en PLU, mais le nouveau document n'ayant pas été approuvé avant le 27 mars 2017, le document d'urbanisme de référence de la commune est désormais le règlement national d'urbanisme,.

#### SCOT du Pays des Vosges saônoises
Le schéma de cohérence territoriale (SCoT) est un outil de planification qui détermine des orientations générales et définit des objectifs en matière d’aménagement du territoire pour les 10 à 20 ans, à l’échelle d’un large bassin de vie ou d’une aire urbaine, dans le cadre d’un projet d’aménagement et de développement durables. Le comité syndical du syndicat mixte du pays des Vosges saônoises, dont la commune de Clairegoutte est membre, a délibéré le 25 octobre 2012 pour prendre la compétence SCoT. Les nouveaux statuts intégrant cette nouvelle compétence ont été approuvés en préfecture le 14 décembre 2012 et le périmètre a été approuvé le 26 décembre 2012. L'avis d'attribution du marché d'élaboration du SCoT par un prestataire privé a été publié le 9 février 2017.

### Délivrance des autorisations d'urbanisme
La délivrance des autorisations d’urbanisme (permis de construire, de démolir, d’aménager, certificats d’urbanisme, déclarations préalables de travaux…) est un pouvoir de police de l’urbanisme. Il s’agit de l’une des polices spéciales dévolues au maire. Celui-ci peut en confier l’instruction à un nombre limité de personnes publiques : les services de la commune, les services d’une collectivité territoriale ou d’un groupement de collectivités, les services d’un syndicat mixte ne constituant pas un groupement de collectivités, une agence départementale ou les services de l’État, dans certaines conditions. Concernant Clairegoutte, à l'instar d'un grand nombre de petites communes ne disposant de services municipaux adaptés, les services de l'État assuraient jusqu'au 1er juillet 2015 cette instruction. Mais la loi ALUR a programmé au 1er juillet 2015 la fin de la mise à disposition des services de l’État pour l’instruction des actes d’urbanisme dans les communes dotées d’un Plan d’occupation du Sol (POS) ou d’un plan local d'urbanisme (PLU) si elles sont membres d’un Établissement Public de Coopération Intercommunale (EPCI) de plus de 10 000 habitants. À l'instar de 136 autres communes dans le département de la Haute-Saône, Clairegoutte s'est vue ainsi privée de service pour l'instruction de ses actes d'urbanisme à compter du 1er juillet 2015. Pour pallier cette difficulté, la commune, bien que faisant partie de la communauté de communes Rahin et Chérimont, a décidé d'adhérer, pour des raisons de proximité, au service commun d’autorisation du droit des sols de la communauté de communes du pays d'Héricourt, une adhésion qui a pris effet le 1er octobre 2015.

### Logement

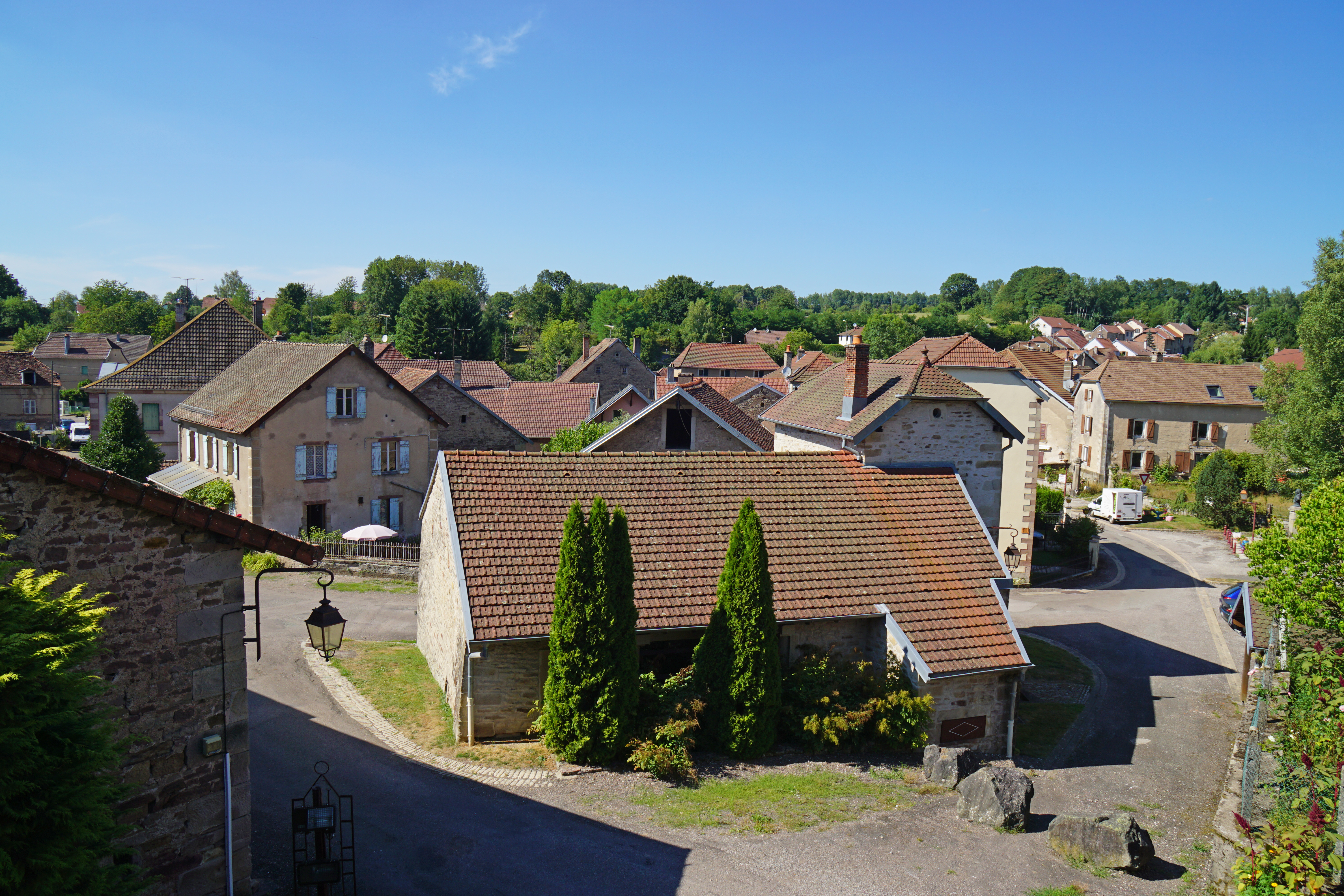
Le centre du village, vu depuis le temple.

En 2016, le nombre total de logements dans la commune était de 202, alors qu'il était de 183 en 1999.
Parmi ces logements, 83,2 % étaient des résidences principales, 5,0 % des résidences secondaires et 11,9 % des logements vacants. Ces logements étaient pour 90,1 % d'entre eux des maisons individuelles et pour 9,0 % des appartements. Par ailleurs, près de 57,4 % des résidences principales ont au moins cinq pièces
La proportion des résidences principales, propriétés de leurs occupants était de 83,2 %, en hausse par rapport à 1999 (74,8 %). Il n'existait en 2016 aucune HLM louée vide (logements sociaux).

### Architecture et morphologie du bâti

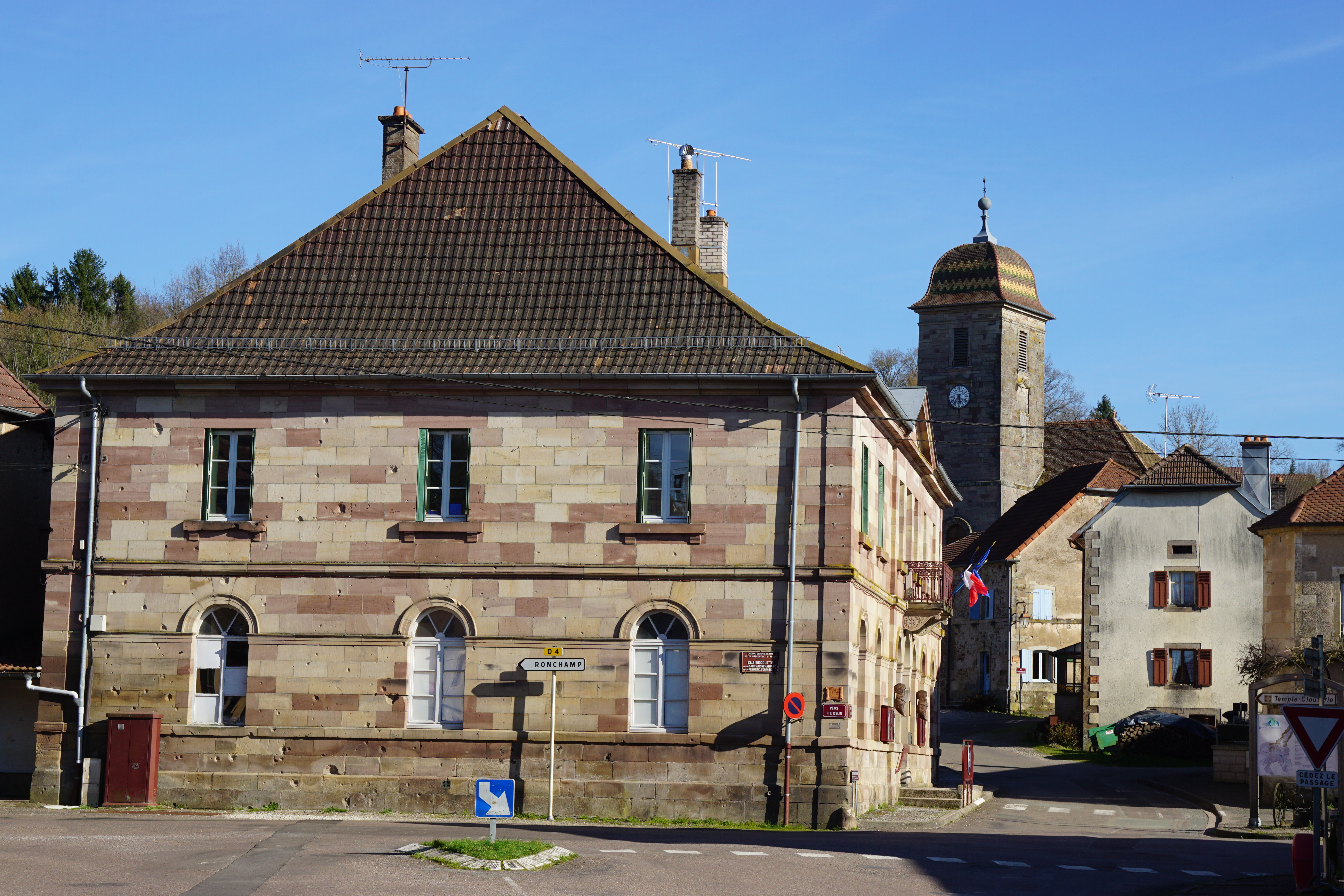
Architecture traditionnelle caractérisant la mairie. Derrière, le clocher du temple.

Clairegoutte s'est longtemps restreinte à son cœur historique, dont la forme était à peu près circulaire. Les bâtiments y sont construits sur plusieurs étages en employant les matériaux locaux, notamment le grès des Vosges. L'habitat y est relativement dense, même si la présence de foncier important autorise la présence de nombreux jardins dans le parcellaire. À partir du XXe siècle, Clairegoutte voit son parc de logement s’agrandir, ce qui se traduit par une urbanisation en digitation, qui suit dans un premier temps les rues partant du centre vers la périphérie, et qui plus loin deviennent des routes. Cette logique d'expansion étant la même pour le village voisin de Magny-Danigon, il existe une continuité du bâti au nord de la commune. Les nouvelles constructions rompent avec l'harmonie architecturale du centre, par l'emploi systématique de matériaux de construction modernes (béton, parpaings), mais également par leur conception typique de l'architecture pavillonnaire,.

### Risques naturels et technologiques
Le territoire de la commune est classé en zone de sismicité 3. Il existe des risques de mouvements de terrains miniers et d’inondation (cinq arrêtés entre 1982 et 1999).

### Voies de communication et transports

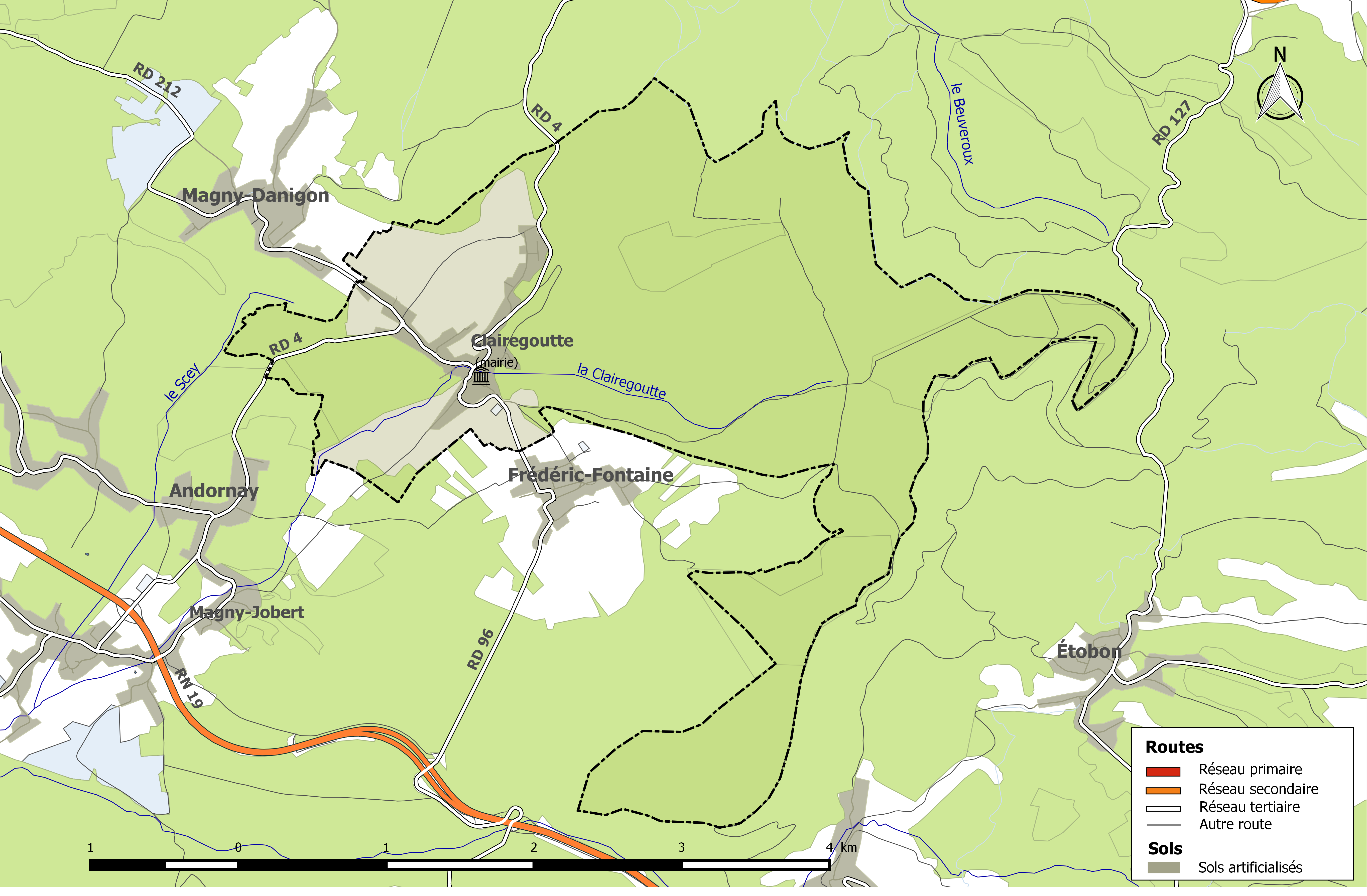
Réseaux hydrographique et routier de la commune de Clairegoutte.

Clairegoutte est une commune rurale, ce qui implique une faible connexion aux réseaux de transport. Cependant, la proximité de Lure et de la conurbation de Belfort-Montbéliard permet une offre de transport hors de la commune.
La commune est desservie par deux routes à vocation de desserte locale. La première (D 96), permet d'accéder à Magny-Danigon au nord-ouest et Frédéric-Fontaine au sud. La seconde (D 4), mène au hameau du puits du Magny et à Ronchamp vers le nord et à Andornay et Magny-Jobert vers le sud-ouest. Clairegoutte bénéficie indirectement d'une voie express (RN 19) reliant l'agglomération d'Héricourt-Montbéliard à Lure, et plus au nord, à Luxeuil avant de continuer dans le département des Vosges. La quatre voies passe à l'ouest du village, mais est équipée d'un échangeur. Cet équipement démultiplie l'accès au village, et l'accessibilité de Lure et de Montbéliard. L'autoroute la plus proche est l'A36, à laquelle on accède via Héricourt par la quatre voies. La bretelle la plus proche, la no 11, est à moins de 30 km. La RD 619 qui permet de rejoindre Belfort et la Suisse est accessible depuis Ronchamp.
Sur le plan ferroviaire, la situation est comparable ; il n'a jamais existé de chemin de fer à Clairegoutte ou dans les communes limitrophes. Les gares les plus proches sont la gare de Lure et la halte de Ronchamp, accessibles par le réseau routier. La gare TGV la plus proche est celle de Belfort-Montbéliard.
L'aéroport international de Bâle-Mulhouse-Fribourg est le point de desserte aérienne le plus proche.

## Toponymie
Le premier document officiel datant de 1256 nomme le village Clergote. Le nom de Clairegoutte est mentionné dans une charte de 1304, il vient probablement du nombre important de sources puis de fontaines réparties sur le territoire. L'eau des huit fontaines est claire et potable.
La devise Semper clara gutta (Toujours clair notre ruisseau) souligne le nom du village Claragutta connu en 1246.

## Histoire

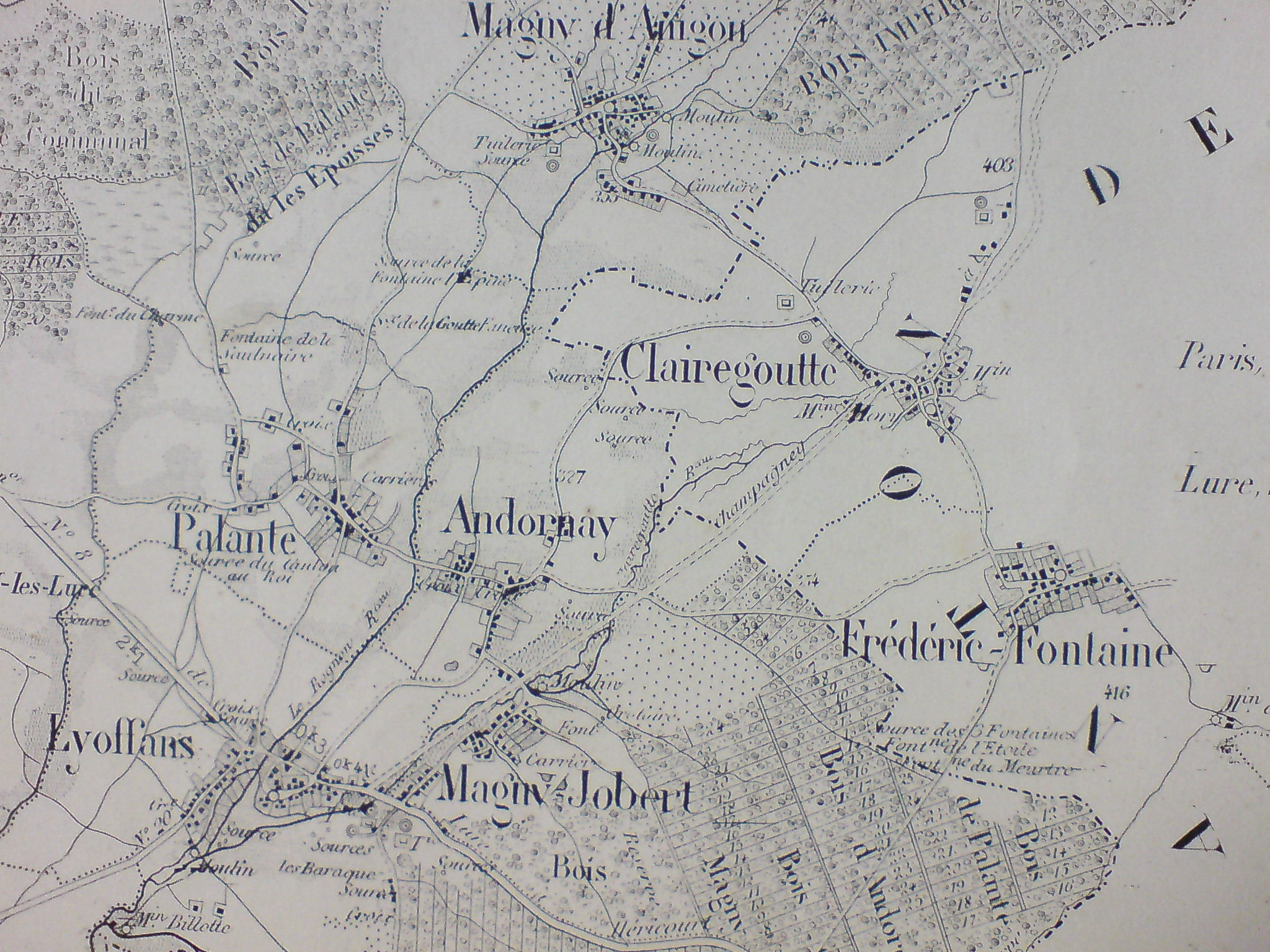
Clairegoutte sur l'atlas cantonal des communes de Haute-Saône.

### Fondation
La création de Clairegoutte remonte au VIIIe siècle ou au IXe siècle alors que les premiers rois des Francs récompensent leurs guerriers par des terres défrichées. Quant à la paroisse de Clairegoutte, son existence est attestée par un document officiel de 1256, dans lequel le curé de Clergote est cité.

### Arrivée des Würtemberg et du protestantisme
En 1580, Jean Ulrich de Steinek vend la seigneurie comprenant les villages de Magny-Danigon, Clairegoutte, Belverne et Étobon à son suzerain, Frédéric de Würtemberg. Le 4 novembre 1583, Frédéric affranchit les habitants de la mainmorte qui en faisait des « locataires perpétuels » pour leur seigneur. Le village est pillé en 1587 par une armée levée par la seigneurie de Passavant qui emmena plusieurs prisonniers.
Clairegoutte se convertit au protestantisme en même temps que le reste de la principauté de Montbéliard en 1620, conversion imposée par le prince Louis-Frédéric de Wurtemberg. Pour enseigner la foi selon la formule de concorde de Wittemberg relevant du luthéranisme, le village est doté d’une école dès la fin du XVIIe siècle. La scolarisation est alors obligatoire de 6  à   12 ou 13 ans (et l’absentéisme puni d’amende à partir de 1724). L’école est aussi pourvue d’une bibliothèque,.
Entre 1726 et 1734, Clairegoutte est le siège de la justice des villages environnants, après cela les habitants sont justiciables du prévôt de Montbéliard. En 1793, le village devient le chef-lieu de son propre canton, mais celui-ci est incorporé dans le canton de Champagney en 1803.
Du XVIe au XVIIe siècle, le bois de la forêt du Chérimont est exploité et transporté par flottage sur la Luzine.

### Époque contemporaine

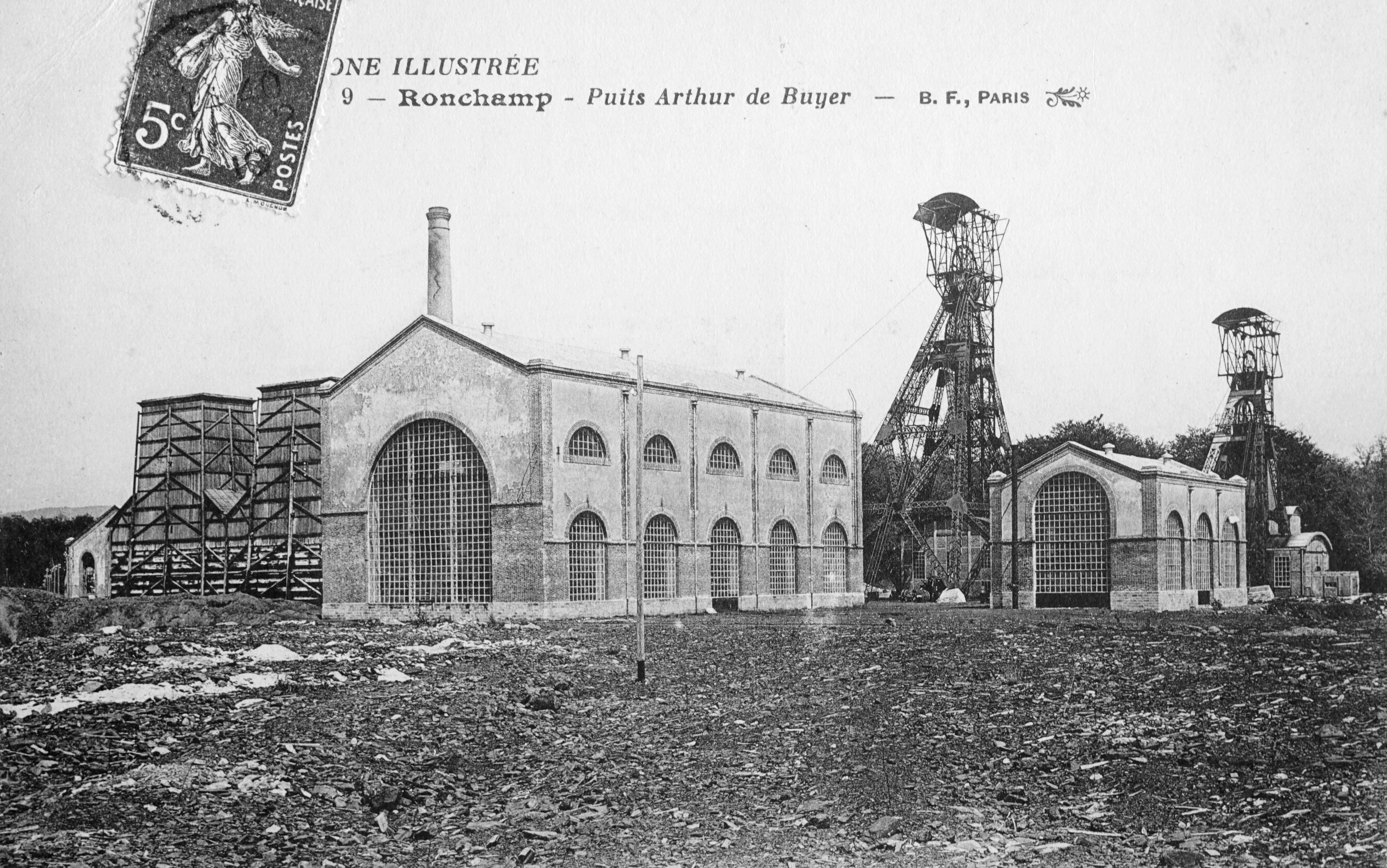
Le puits Arthur-de-Buyer.

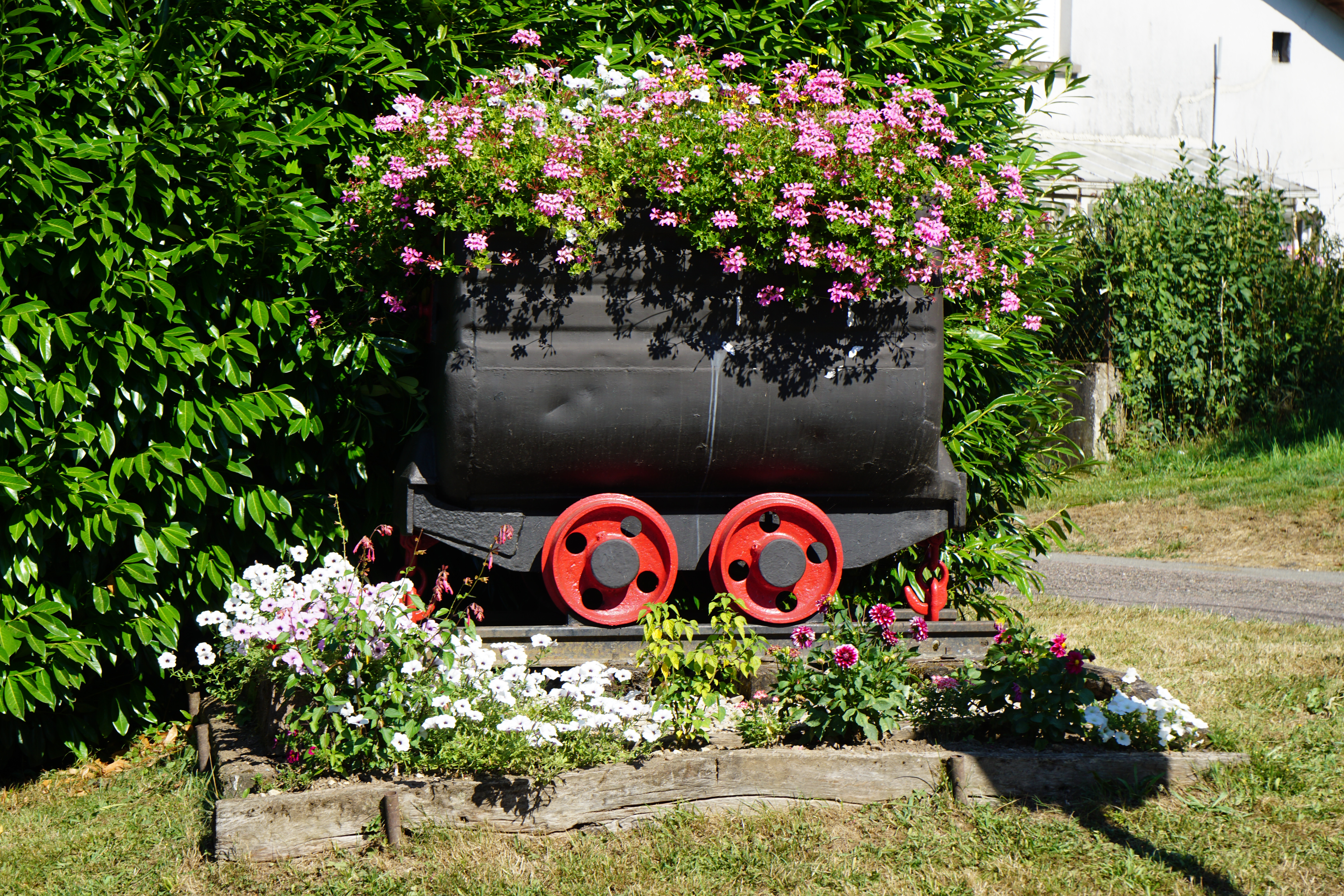
L'exposition d'une berline de mine rappelle le passé minier du village et rend hommage à ses mineurs.

En 1842, la commune compte deux tuileries dont l'une est dirigée par Pierre-Christophe Hory, un moulin appartenant à Pierre Marchal. Elle se distingue par son industrie manufacturière formée d'une trentaine de fabriques parmi lesquelles se trouvent deux filatures de coton, deux tissages, six teintureries, quatre poteries, quatre ateliers de taillanderie-serrurerie, deux clouteries ainsi que deux fabriques mécaniques qui emploient la majeure partie de la population.
En 1856, la Société des ingénieurs réalise un sondage sur le territoire de la commune pour rechercher de la houille (qui est alors exploitée plus au nord, entre Ronchamp et Champagney). Il est abandonné à 258 mètres de profondeur, sans avoir atteint le terrain houiller,.
Le 4 juin 1862, la concession d'Éboulet est accordée, elle comprend une grande partie du territoire communal. Le 30 mai 1866, la concession est fusionnée avec celle de Ronchamp.
Le village compte de nombreux mineurs travaillant aux houillères de Ronchamp entre le XIXe et le XXe siècle. Il fait alors partie du territoire du bassin minier. Les mineurs du village travaillent essentiellement au puits Arthur-de-Buyer (situé à moins de 2 km du centre) et au puits du Magny ; deux charbonnages implantés sur le territoire de la commune voisine du Magny-Danigon. Dans les années 1930, la commune dénombre une soixantaine de mineurs. Ils vivent dans leurs maisons de famille ou dans d'anciennes fermes récupérées par la compagnie pour y établir des appartements,,.
Après le creusement d'un sondage positif à Lomont, une concession incluant une partie du territoire communal — qui se retrouve alors à cheval sur deux concessions (Ronchamp et Lomont) — est accordée à la Société de recherche de houille entre Montbéliard et Villersexel en 1904 pour l'exploitation d'un gisement de houille se prolongeant au sud du puits Arthur-de-Buyer, exploité par les houillères de Ronchamp. Mais aucune extraction de charbon n'a lieu. Un autre sondage établi sur la commune ne rencontre pas ce gisement,.
Durant la Seconde Guerre mondiale, Clairegoutte est libérée de l'occupation allemande le 27 septembre 1944 par le 1er régiment de fusiliers marins, comprenant des tirailleurs « sénégalais », sous le commandement de Roger Barberot, qui s'empare ensuite de Ronchamp le 8 octobre.
Le 9 novembre 2019, la mairie est ravagée par un incendie qui détruit notamment des œuvres d'art,, ; les archives ont été très peu touchées par le sinistre et les registres d'état civil et d'actes administratifs ont été préservés.

## Politique et administration

### Rattachements administratifs et électoraux
La commune, située dans l'arrondissement de Lure était historiquement membre du canton de Champagney. Dans le cadre du redécoupage cantonal de 2014, la commune fait désormais partie du canton d'Héricourt-1.

### Intercommunalité

Carte départementale représentant en rouge la communauté de communes Rahin et Chérimont.

Clairegoutte fait partie depuis 2003 de la communauté de communes Rahin et Chérimont, une structure intercommunale, composée de neuf communes, dont Ronchamp est le siège.
La commune est également membre du pays des Vosges saônoises et fait partie au parc naturel régional des Ballons des Vosges.

### Tendances politiques
Contrairement à la tendance rurale, l'électorat clairegouttois affiche une nette tendance pour le vote à gauche, comme en témoignent les scrutins des présidentielles, des législatives, des régionales ou encore des européennes. Si la droite traditionnelle est en retrait, le Front national y gagne un certain nombre d'électeurs, qui se traduit par l'arrivée en tête des candidats lors des élections européennes de 2014. Lors des élections départementales de 2015, les deux candidats FN sont arrivés en tête dans la commune avec 42,68 % des suffrages exprimés. Au second tour, le tandem socialiste y arrive en tête.
Lors de l'élection présidentielle française de 2017, le premier tour voit se démarquer Marine Le Pen (FN) avec 38,43 %. Au second tour, cette dernière récolte 56,46 % des votes contre 43,54 % pour Emmanuel Macron (EM) qui remporte l'élection à l'échelle nationale.

### Administration municipale
Le nombre d'habitants au dernier recensement étant compris entre 100 et 499, le nombre de membres du conseil municipal est de 11.

### Liste des maires
| Période                                  | Période                   | Identité                  | Étiquette | Qualité                        |
| ---------------------------------------- | ------------------------- | ------------------------- | --------- | ------------------------------ |
| Les données manquantes sont à compléter. |                           |                           |           |                                |
| 1794                                     | 1809                      | Hory                      |           |                                |
| 1809                                     | 1816                      | Defrance                  |           |                                |
| 1816                                     | 1824                      | Iselin                    |           |                                |
| 1824                                     | 1830                      | P. Faivre                 |           |                                |
| 1830                                     | 1834                      | Tournier                  |           |                                |
| 1834                                     | 1837                      | Jodry                     |           |                                |
| 1837                                     | 1838                      | J.M. Iselin               |           |                                |
| 1838                                     | 1849                      | Jacques Christophe Iselin |           |                                |
| 1849                                     | 1852                      | Defrance                  |           |                                |
| 1852                                     | 1859                      | F. Jeanmaire              |           |                                |
| 1859                                     | 1867                      | P. Tournier               |           |                                |
| 1867                                     | 1870                      | L. Iselin                 |           |                                |
| 1871                                     | 1877                      | H.F. Iselin               |           |                                |
| 1878                                     | 1887                      | Paulmier                  |           |                                |
| 1888                                     | 1893                      | J. Belods                 |           |                                |
| 1893                                     | 1895                      | D. Faivre                 |           |                                |
| 1896                                     | 1900                      | Faivre                    |           |                                |
| 1900                                     | 1908                      | L. Hory                   |           |                                |
| 1908                                     | 1919                      | E. Piquard                |           |                                |
| 1920                                     | 1925                      | E. Hory                   |           |                                |
| 1925                                     | 1932                      | Hippolyte Hory            |           |                                |
| 1933                                     | 1935                      | A. Grandjean              |           |                                |
| 1935                                     | 1945                      | E. Germain                |           |                                |
| 1945                                     | 1953                      | Armand Martin             |           |                                |
| 1953                                     | 1959                      | Maurice Deloraine         |           |                                |
| 1959                                     | 1975                      | G. Gaignat                |           |                                |
| 1975                                     | 1990                      | André Coley               | DVG       |                                |
| 1990                                     | 1998                      | R. Thierry                |           |                                |
| 1998                                     | mars 2001                 | J. Terrier                |           |                                |
| mars 2001                                | mars 2008                 | Michel Marquet            |           |                                |
| mars 2008                                | mars 2014                 | Catherine Guiot           |           |                                |
| mars 2014                                | En cours (au 2 juin 2020) | Gilles Grosjean           | DIV       | Réélu pour le mandat 2020-2026 |

### Finances locales
Depuis le début des années 2000, la capacité d'autofinancement était largement inférieure à la moyenne de la strate (communes de moins de 500 habitants appartenant à un groupement fiscalisé), et même parfois négative, mais elle a été redressée à partir de 2011, pour passer légèrement au-dessus de la moyenne en 2013 puis en 2015.
En 2015, les finances de la commune était constituées ainsi :
- total des produits de fonctionnement : 253 000 €, soit 615 € par habitant ;
- total des charges : 182 000 €, soit 442 € par habitant ;
- total des ressources d’investissement : 170 000 €, soit 413 € par habitant ;
- total des emplois d’investissement : 40 000 €, soit 96 € par habitant ;
- endettement : 79 000 €, soit 193 € par habitant.

Avec les taux de fiscalité suivants :
- taxe d'habitation : 5,69 % ;
- taxe foncière sur le bâti : 8,06 % ;
- taxe foncière sur les propriétés non bâties : 50,67 %.
- La taxe additionnelle à la taxe foncière sur les propriétés non bâties et la cotisation foncière des entreprises ne ont pas communiquées.

### Politique environnementale

#### Chauffage urbain
En 2018, la commune finalise la construction d'un réseau de chaleur alimenté par une chaufferie « bois énergie ». Ce réseau doit alimenter les bâtiments communaux et quelques dizaines de logements de particuliers.

#### Collecte et traitement des déchets
La communauté de communes Rahin et Chérimont, à laquelle appartient Clairegoutte, est membre du Syndicat intercommunal de collecte et de traitement des ordures ménagères (SICTOM) de la zone sous-vosgienne, basé à Étueffont, et du Syndicat mixte à vocation unique pour le Transfert, l'Elimination et la Valorisation des Ordures Ménagères (SYTEVOM). La communauté de communes Rahin et Chérimont assure la gestion de la politique environnementale de Clairegoutte, dont la mise en place et le suivi d’un service public d’assainissement non collectif.

#### Assainissement des eaux usées
L'eau, une fois utilisée par le particulier, l'agriculteur ou l'industriel, est restituée au milieu naturel. Pour ne pas dégrader cette ressource précieuse, les eaux usées doivent être traitées avant leur rejet. Pour les eaux usées domestiques, deux grands modes de traitement sont possibles : l'assainissement collectif où les effluents, après collecte dans un réseau d'assainissement, sont traités dans une station d'épuration, et l'assainissement non collectif lorsqu’il n’existe pas de réseau d’assainissement,. La loi sur l'eau du 3 janvier 1992 et son décret d'application du 3 juin 1994 relatif à la collecte et au traitement des eaux usées, ont imposé aux communes ou à leurs établissements publics la délimitation de leurs zones d'assainissement. La dernière loi sur l'eau du 30 décembre 2006 est venue confirmer cette obligation. Elle impose aux communes de définir, après étude préalable, un zonage d'assainissement qui doit délimiter les zones d'assainissement collectif, les zones d'assainissement non collectif et le zonage pluvial.
Depuis l'approbation du premier zonage d'assainissement, la commune de Clairegoutte a mis en œuvre une première tranche de travaux, avec la réalisation de la station d'épuration par filtres plantés de roseaux, dimensionnée pour une capacité de traitement de 500 équivalent-habitants, achevée en 2015. Le système de lit filtrant est composé de deux étages, le premier de 600 m2 alimenté par un poste de refoulement, et le second de 408 m2 alimenté par une chasse gravitaire. Chaque étage est à nouveau divisé en plusieurs lits alternant des phases d'alimentation et de repos. En 2015, cette station d'épuration n'est toutefois pas alimentée en eaux usées, dans l'attente de la réalisation des tranches suivantes de travaux correspondant aux réseaux de collecte.
Dans le nouveau zonage mis à l'enquête publique en avril 2016, le conseil municipal décide de placer la quasi-totalité du village en assainissement collectif. Pour ce faire, un nouveau réseau de collecte séparatif est créé sur l'ensemble des rues, ajoutant ainsi la rue de Magny Danigon et incluant les rues de la Voie aux Dames, des Allues et le 1 rue de la Tuilerie au zonage d'assainissement collectif. Dans ce nouveau zonage, 188 immeubles sont raccordés au système collectif et 9 immeubles restent en non collectif. Le coût total TTC est estimé à 1 795 655 €, la part communale (subventions déduites étant de 1 142 178 €. Le dossier d'enquête est approuvé par arrêté préfectoral du 14 mars 2016 et l'enquête publique a lieu du 19 avril au 21 mai 2016.
Concernant les zones relevant de l'assainissement non collectif, le CGCT précise dans son article L.2224-8 que les communes ou leurs établissements publics de coopération sont tenus d'assurer le contrôle des dispositifs d'assainissement, et si elles le décident, le traitement des matières de vidange et, à la demande des propriétaires, l'entretien et les travaux de réalisation et de réhabilitation des installations d'assainissement non collectif, afin de protéger la salubrité publique. Conformément à la législation, les communes se voient donc dans l'obligation de mettre en place un S.P.A.N.C.(Service public d'assainissement non collectif).

#### Alimentation et distribution d'eau potable
La commune possède son propre service de captage de traitement et distribution d'eau potable depuis 1996.

### Jumelages
Au 24 mars 2017, Clairegoutte n'a signé aucun jumelage.

## Population et société

### Démographie
Les habitants de la commune sont appelés les Clairegouttois.

#### Évolution démographique
L'évolution du nombre d'habitants est connue à travers les recensements de la population effectués dans la commune depuis 1793. Pour les communes de moins de 10 000 habitants, une enquête de recensement portant sur toute la population est réalisée tous les cinq ans, les populations de référence des années intermédiaires étant quant à elles estimées par interpolation ou extrapolation. Pour la commune, le premier recensement exhaustif entrant dans le cadre du nouveau dispositif a été réalisé en 2005.

En 2022, la commune comptait 348 habitants, en évolution de −8,9 % par rapport à 2016 (Haute-Saône : −1,4 %, France hors Mayotte : +2,11 %).
| 1793 | 1800 | 1806 | 1821 | 1831 | 1836 | 1841 | 1846 | 1851 |
| ---- | ---- | ---- | ---- | ---- | ---- | ---- | ---- | ---- |
| 376  | 384  | 484  | 511  | 580  | 644  | 610  | 660  | 626  |

| 1856 | 1861 | 1866 | 1872 | 1876 | 1881 | 1886 | 1891 | 1896 |
| ---- | ---- | ---- | ---- | ---- | ---- | ---- | ---- | ---- |
| 587  | 584  | 545  | 534  | 560  | 539  | 464  | 417  | 388  |

| 1901 | 1906 | 1911 | 1921 | 1926 | 1931 | 1936 | 1946 | 1954 |
| ---- | ---- | ---- | ---- | ---- | ---- | ---- | ---- | ---- |
| 495  | 492  | 429  | 432  | 562  | 466  | 387  | 351  | 360  |

| 1962 | 1968 | 1975 | 1982 | 1990 | 1999 | 2005 | 2006 | 2010 |
| ---- | ---- | ---- | ---- | ---- | ---- | ---- | ---- | ---- |
| 403  | 378  | 384  | 414  | 384  | 441  | 436  | 433  | 408  |

| 2015 | 2020 | 2022 | - | - | - | - | - | - |
| ---- | ---- | ---- | - | - | - | - | - | - |
| 386  | 352  | 348  | - | - | - | - | - | - |

#### Pyramide des âges
En 2018, le taux de personnes d'un âge inférieur à 30 ans s'élève à 28,4 %, soit en dessous de la moyenne départementale (31,7 %). De même, le taux de personnes d'âge supérieur à 60 ans est de 25,3 % la même année, alors qu'il est de 29,7 % au niveau départemental.
En 2018, la commune comptait 183 hommes pour 187 femmes, soit un taux de 50,54 % de femmes, légèrement inférieur au taux départemental (50,77 %).
Les pyramides des âges de la commune et du département s'établissent comme suit.
| Hommes | Classe d’âge | Femmes |
| ------ | ------------ | ------ |
| 0,6    | 90 ou +      | 1,7    |
| 6,9    | 75-89 ans    | 8,4    |
| 20,1   | 60-74 ans    | 12,9   |
| 32,8   | 45-59 ans    | 27,0   |
| 13,2   | 30-44 ans    | 19,7   |
| 14,9   | 15-29 ans    | 12,9   |
| 11,5   | 0-14 ans     | 17,4   |

| Hommes | Classe d’âge | Femmes |
| ------ | ------------ | ------ |
| 0,7    | 90 ou +      | 1,9    |
| 8      | 75-89 ans    | 10,6   |
| 19,9   | 60-74 ans    | 20,4   |
| 21,4   | 45-59 ans    | 20,8   |
| 17,2   | 30-44 ans    | 16,7   |
| 15,3   | 15-29 ans    | 13,5   |
| 17,5   | 0-14 ans     | 16,1   |

### Enseignement

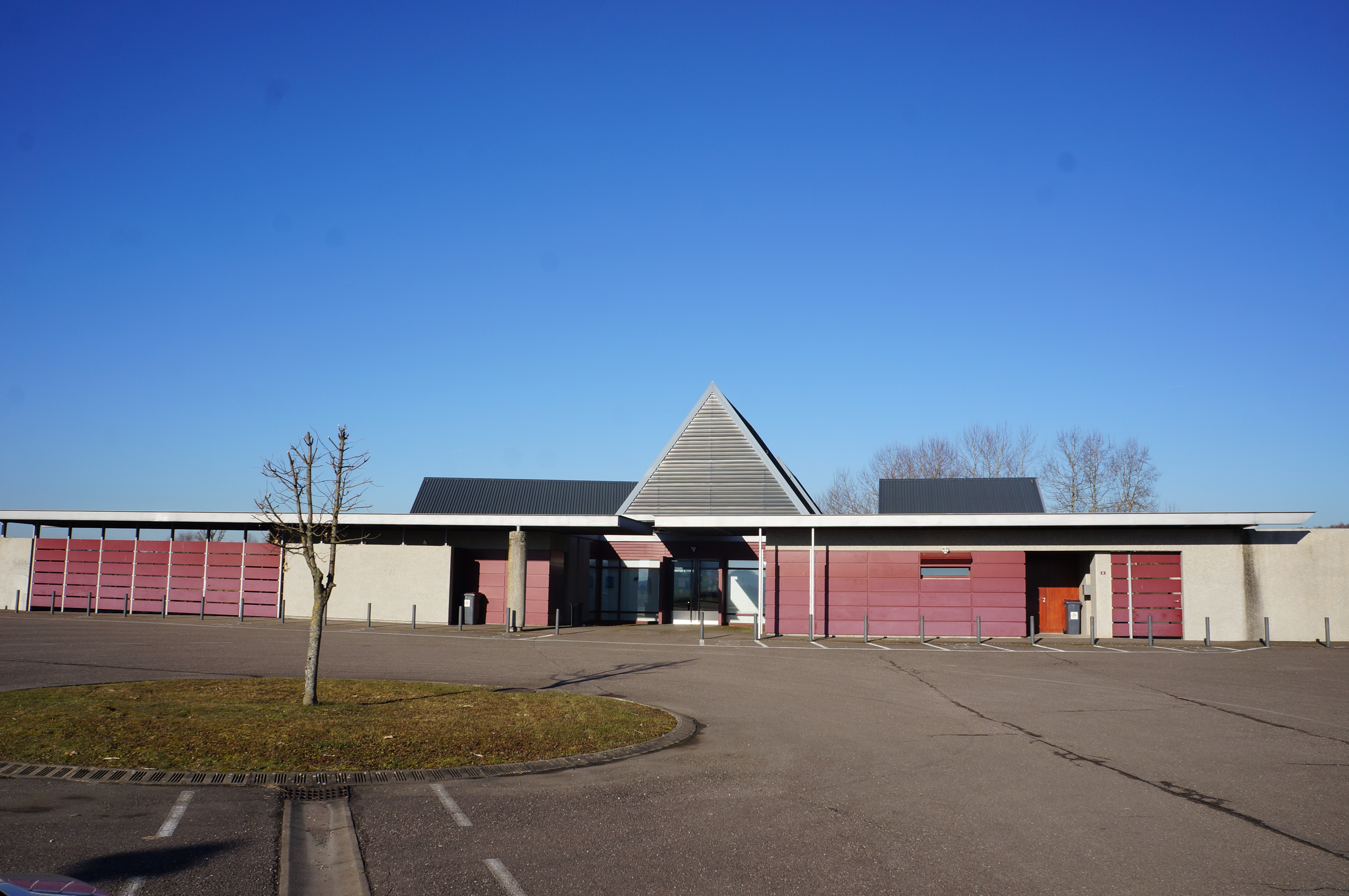
Le pôle éducatif des Vosges saônoises.

Clairegoutte dépend de l'académie de Besançon et dispose d'une infrastructure d'enseignement : le pôle éducatif des Vosges Saônoises, co-géré par la communauté de communes Rahin et Chérimont et la communauté de communes du pays de Lure. Il est construit de juillet 1997 à février 2001 pour desservir la commune et cinq autres, voisines.
Ce pôle éducatif regroupe une école maternelle et une école élémentaire qui accueillaient 141 élèves en 2014-2015. Il dispose d'une cantine et d'un accueil périscolaire.
Pour les niveaux de scolarisation des collégiens et des lycéens, le collège Victor-Schœlcher de Champagney et le lycée G.-Colomb de Lure sont les établissements privilégiés.

### Santé
Il n'existe pas d'infrastructure de santé ou de médecin au sein de la commune, les plus proches se situant à Ronchamp. L'hôpital le plus proche est celui de Lure, qui a fusionné avec celui de Vesoul pour donner le groupe hospitalier de la Haute-Saône. Par ailleurs, l'hôpital Nord Franche-Comté située à Trévenans est facilement accessible depuis Ronchamp.

### Services et équipements publics

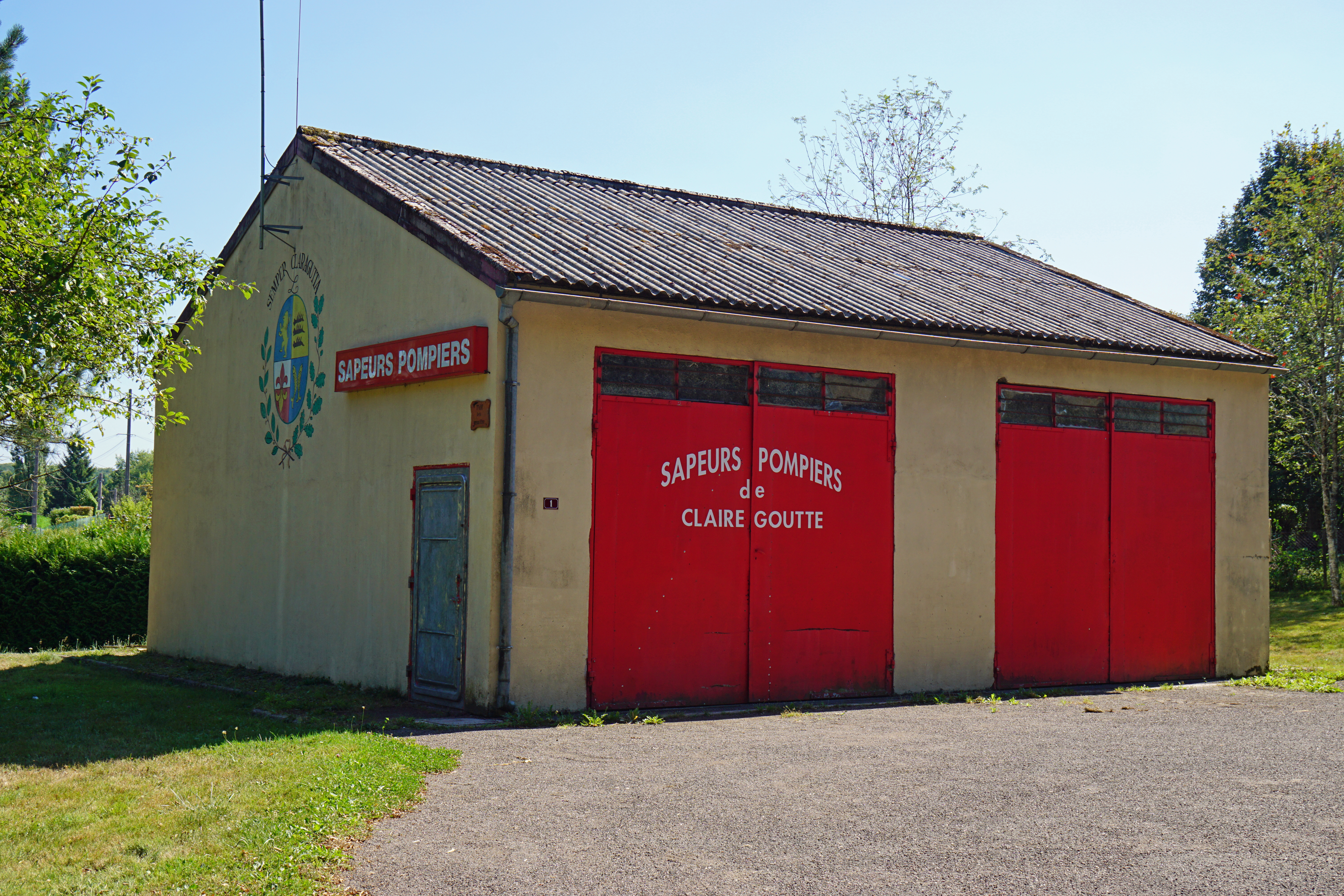
Le garage des véhicules d'incendie et de secours.

Les services publics sont les services municipaux et postaux. Les autres services publics sont disponibles à Lure, où l'on trouve notamment la sous-préfecture, les services sociaux locaux du Conseil départemental et une de ses antennes techniques routières, Pôle emploi, EDF, les services fiscaux et cadastraux, une brigade territoriale de gendarmerie et un tribunal de proximité ; bibliothèques, médiathèques et espaces culturels se trouvent dans les communes voisines de Ronchamp, Champagney et Lure.
Clairegoutte est équipée d'un bâtiment abritant ses véhicules d'incendie et de secours. La commune possède également une salle des fêtes, ainsi qu'un terrain de football utilisé conjointement avec le village voisin, Magny-Danigon.

### Instances administratives et judiciaires
La commune dépend du tribunal judiciaire de Vesoul, du tribunal de proximité de Lure, du tribunal de commerce de Vesoul, du tribunal paritaire des baux ruraux de Lure, du conseil de prud'hommes de Lure et de la cour d'assises de Vesoul. De plus, le village est dépendant du tribunal administratif et de la cour d'appel de Besançon ainsi que de la cour administrative d'appel de Nancy,.

### Médias

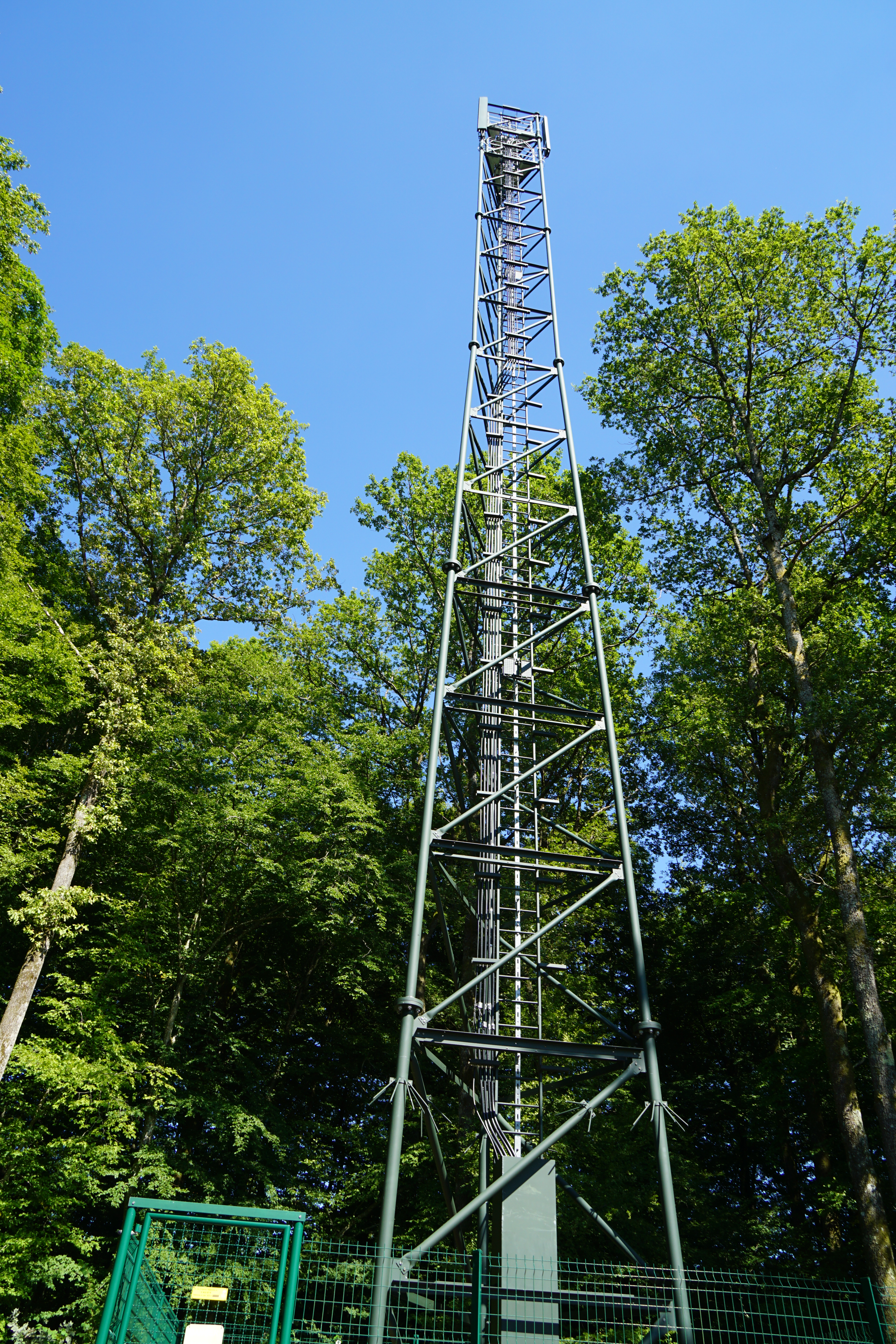
Antenne de télécommunication.

Il n'existe pas de média local, ni même de bulletin municipal édité par la mairie. Le village est néanmoins couvert par les programmes de France 3 Franche-Comté, accessible par la couverture TNT. La presse régionale (Est républicain) et locale (Les Affiches de la Haute-Saône) relayent l'actualité relative à la commune dans leurs colonnes.
Clairegoutte est aléatoirement couverte par les réseaux de téléphonie mobile. En effet, la commune était encore en zone blanche en 2009, mais selon l'ARCEP, bénéficiait dès 2012 d'une couverture 2G et 3G par au moins deux opérateurs. Le village est également connecté à internet en ADSL 2+, mais il est encore inéligible à la fibre optique.

### Cultes

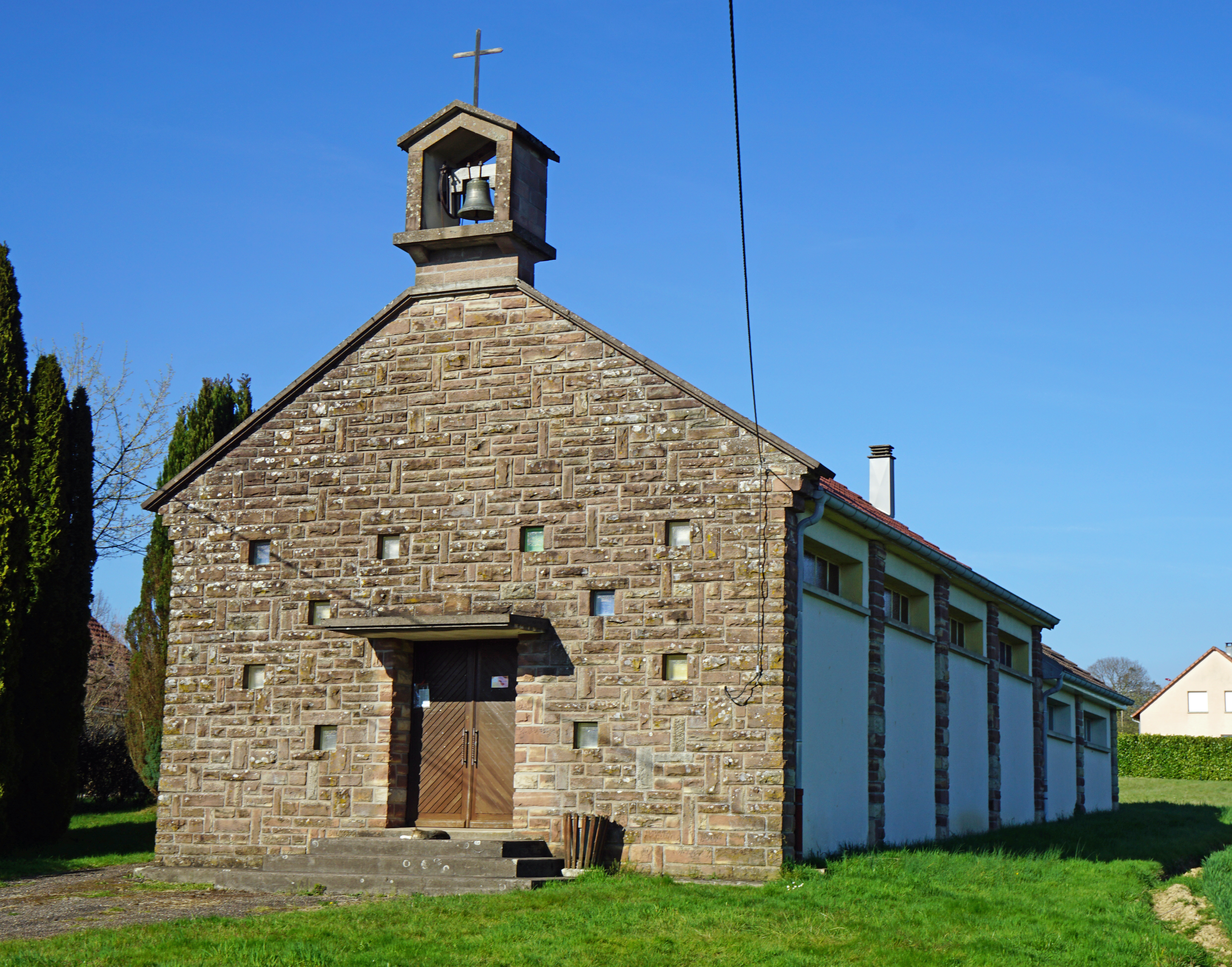
La chapelle Saint-Bernard.

#### Culte catholique
Le territoire de la commune dépend de l'unité pastorale « Pays de Champagney » au sein du doyenné de Lure, lui-même au sein de l'archidiocèse de Besançon. Le culte catholique n'est plus célébré dans la chapelle Saint-Bernard, édifiée en 1962 et située sur le haut de la commune, en allant vers Magny-Danigon.

#### Culte protestant
Le village est intimement lié au culte protestant depuis le XVIIe siècle. Un ancien presbytère se trouve dans le centre historique du village. Clairegoutte, qui fait actuellement partie de la paroisse de Clairegoutte-Lure-Luxeuil, constituait à elle seule sa propre paroisse avant la fusion. Il existe un temple protestant garni d'un clocher comtois.

#### Autres
Concernant d'autres religions, les lieux de cultes les plus proches sont la synagogue de Belfort pour les juifs et la mosquée de Lure pour les musulmans.

## Économie

### Revenus de la population et fiscalité
En 2011, le revenu fiscal médian par ménage était de 28 094 €, ce qui plaçait Clairegoutte au 19 408e rang parmi les 31 886 communes de plus de 49 ménages en métropole. En 2016, ce revenu est redescendu à 20 459 € ce qui reste supérieur à la moyenne départementale de 19 747 €.

### Emploi
En 2016, la population âgée de 15 à 64 ans s'élevait à 255 personnes, parmi lesquelles on comptait 75,6 % d'actifs dont 63,2 % ayant un emploi et 12,4 % de chômeurs.
On comptait 73 emplois dans la zone d'emploi, contre 98 en 2011. Le nombre d'actifs ayant un emploi résidant dans la zone d'emploi étant de 163, l'indicateur de concentration d'emploi est de 44,7, ce qui signifie que la zone d'emploi offre quatre emplois pour dix habitants actifs.
Seulement 14 % des habitants travaillaient dans la commune. Pour se rendre au travail, 83,6 % des habitants utilisent un véhicule personnel ou de fonction à quatre roues et 1,8 %, un deux-roues ; 6,7 % utilise les transports en commun (bus), 1,2 % la marche à pied. Enfin 6,7 % n'a pas besoin de transport (travail au domicile).

### Entreprises, commerces et services
Au 31 décembre 2015, Clairegoutte comptait 23 établissements : 2 dans l’agriculture-sylviculture-pêche, 5 dans l'industrie, 12 dans le commerce-transports-services divers et 4 étaient relatifs au secteur administratif.
En 2018, une entreprise (régime individuelle) a été créée à Clairegoutte.
Clairegoutte a vécu depuis longtemps de l'agriculture et de l'exploitation d'un vaste domaine forestier, et conserve cette activité qui reste importante (élevage ovin et caprin en particulier). Le village comme dépend économiquement de deux centres urbains : Lure et l'aire urbaine de Belfort-Montbéliard. Ces deux pôles offrent de nombreux emplois et sont rapidement accessibles par une voie express passant dans ces axes à proximité de Clairegoutte. L'Insee rattache le village au bassin de vie de Champagney - Ronchamp.
Il existe un traiteur, tenant une petite boutique alimentaire et de boulangerie. Les commerces alimentaires plus importants se situent à Ronchamp, ou Lure pour les grandes surfaces de tout type.
Un gîte d'étape de dix-neuf places a été aménagé dans l'ancien presbytère protestant de Clairegoutte.

## Culture locale et patrimoine

### Patrimoine naturel
Clairegoutte est couverte d'une forêt de feuillus située à l'étage collinéen du massif des Vosges. La commune compte 271 espèces indigènes, dix introduites parmi lesquelles deux sont envahissantes et deux domestiques. Parmi toutes les espèces présentes, 29 sont protégées et sept sont inscrites dans la liste des espèces menacées, trois font partie de la liste rouge au niveau régionale, six au niveau national, et une seule au niveau mondial.
Clairegoutte est inclus dans un périmètre de protection du biotope de l'écrevisse à pattes blanches et de la truite fario, inventoriée sous la référence FR3800698 par l'Inventaire national du patrimoine naturel (INPN). Elle fait partie du parc naturel régional des Ballons des Vosges.

### Lieux et monuments
La commune compte deux monuments répertoriés à l'inventaire des monuments historiques et un monument répertorié à l'inventaire général du patrimoine culturel. Par ailleurs, elle compte trois objets répertoriés à l'inventaire des monuments historiques.

#### Monuments historiques

##### Ferme-clouterie Hory

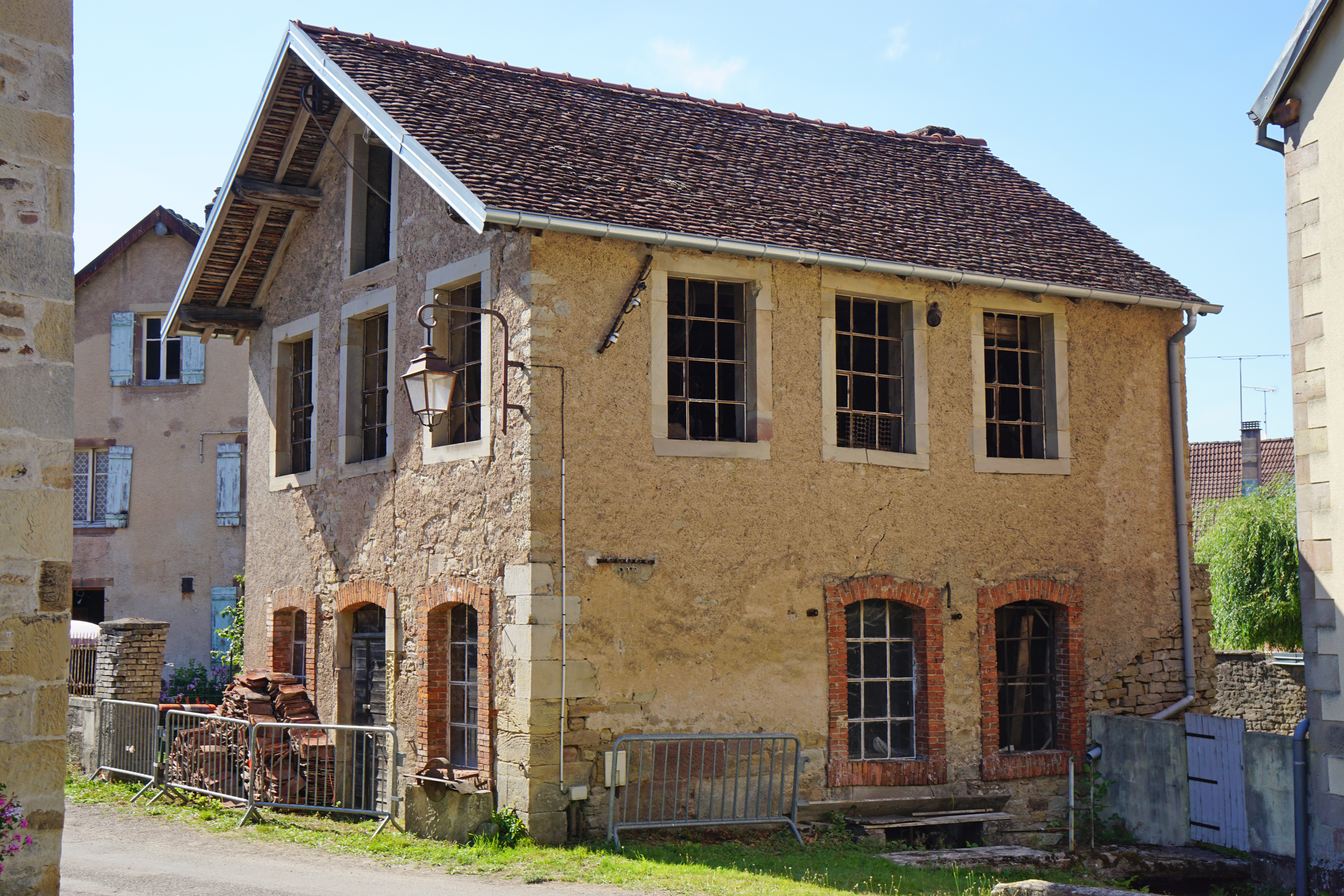
La forge, face à la ferme-clouterie.

Cette ferme est inscrite à l'inventaire des monuments historiques depuis le 24 septembre 1992.
Très délabrée, elle est restaurée au tout début des années 2000 grâce à la libéralité de Robert Altmann, dont les grands-parents étaient Clairegouttois. Il est le neveu d'Armand Martin, premier magistrat de la commune au lendemain de la Seconde Guerre mondiale. L'espace Altmann accueille des expositions temporaires (Jean Hélion, Guido Linas, Roberto Altmann, Akeji, Bauduin) et, chaque année, au printemps, un festival de musique renommé : Les Musicales de Clairegoutte.

##### Temple protestant

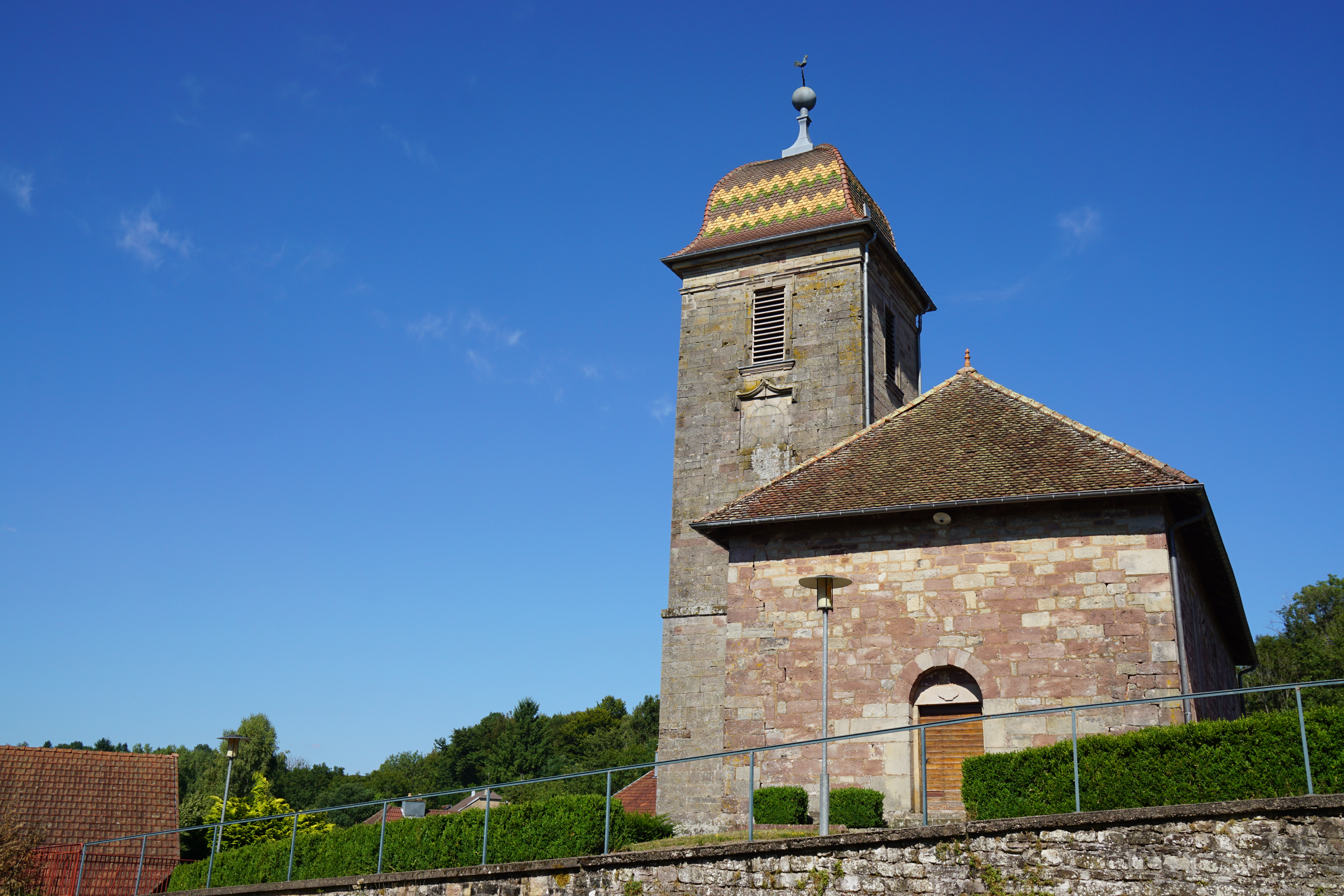
Le temple.

Ce temple est inscrit à l'inventaire des monuments historiques depuis le 11 mars 1991.
Il contient trois aiguières de communion (pichets en étain) classés au titre d'objets à l'inventaire des monuments historiques depuis le 28 juillet 1966,.
C'était originellement une église catholique vouée à Notre-Dame. Du premier édifice construit au XIIe siècle, il ne reste rien. Les archives signalent que l'église, devenue temple lorsque l'édifice passe à la Religion réformée, a été réparée de manière importante aux XVe et XVIIe siècles. Le temple est à nouveau restauré en 1704. Il est presque entièrement reconstruit en 1734. En 1777, le clocher de bois est reconstruit en pierre.
Le temple connut depuis deux importantes restaurations en 1849 et en 1966-1967. L'intérieur, très sobre, comporte une galerie sur colonnes en chêne du XVIIIe siècle, de type würtembergeois. À noter aussi une chaire du XVIIe siècle. Les vitraux ne comportent pas de décor à l'exception de la rosace représentant le Bon Berger, due à E. Lovy. Une horloge est réalisée en 1866.
Le clocher est coiffé d'un beau dôme à l'impériale en tuiles vernissées. Il abrite deux cloches.
Le temple fut le siège de la première paroisse protestante du nord du comté de Montbéliard.

#### Autres monuments

##### Monuments commémoratifs
La commune possède un monument aux morts dans le centre du village et deux stèles en forêt rappelant les hommes du maquis du Chérimont fusillés en 1944 et les combats pour la Libération.

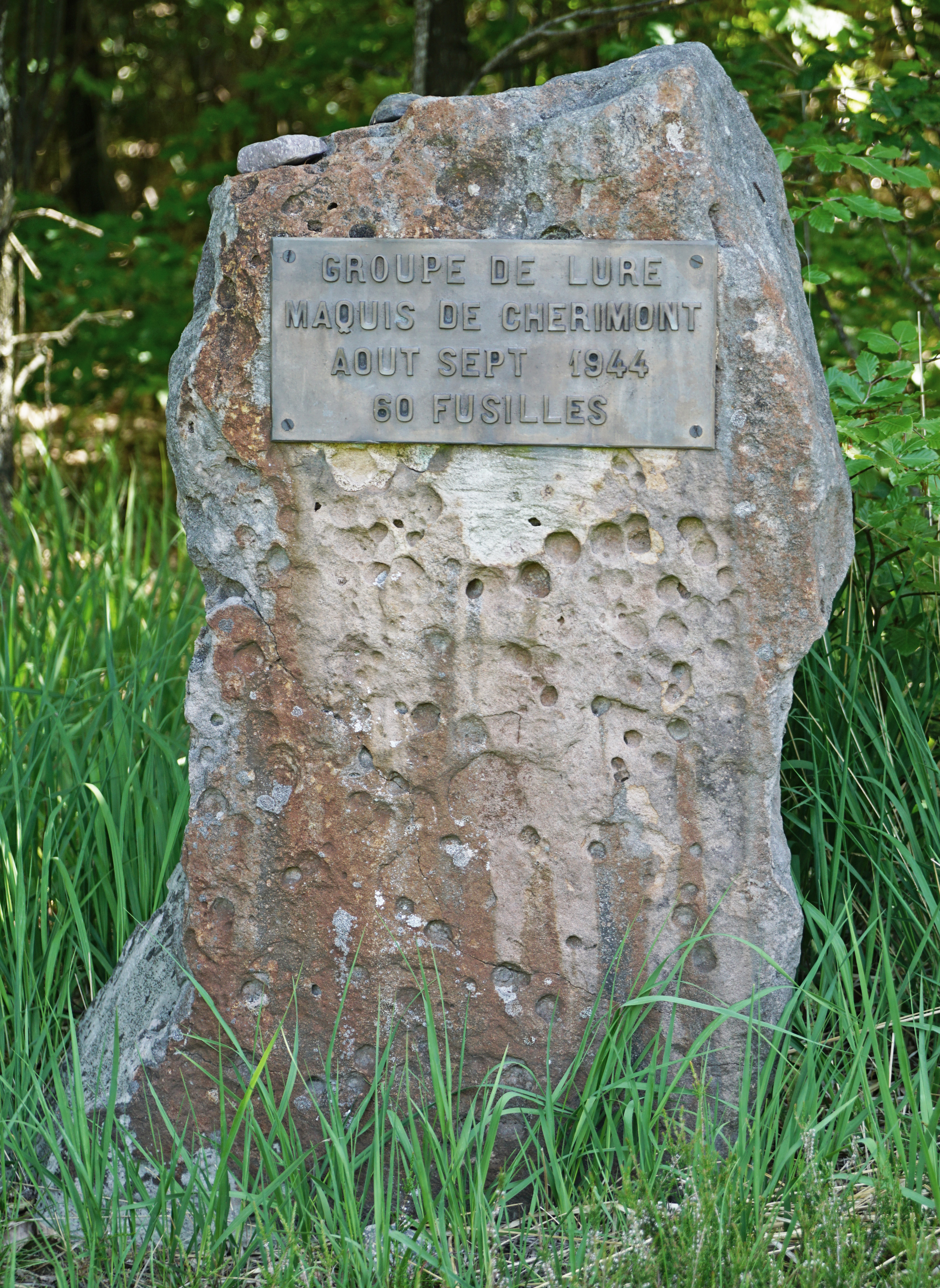
Stèle des fusillés.
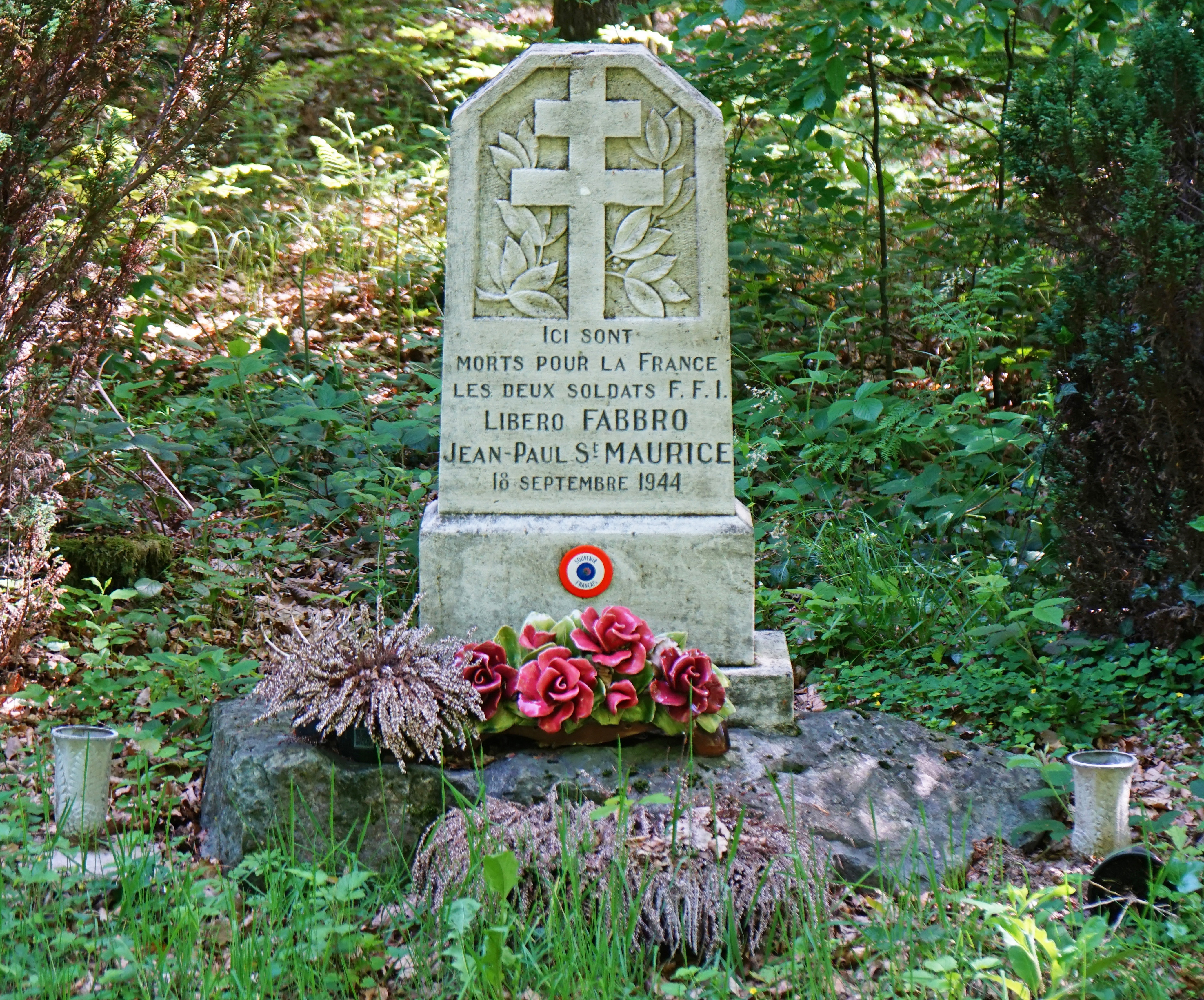
Stèle FFI.
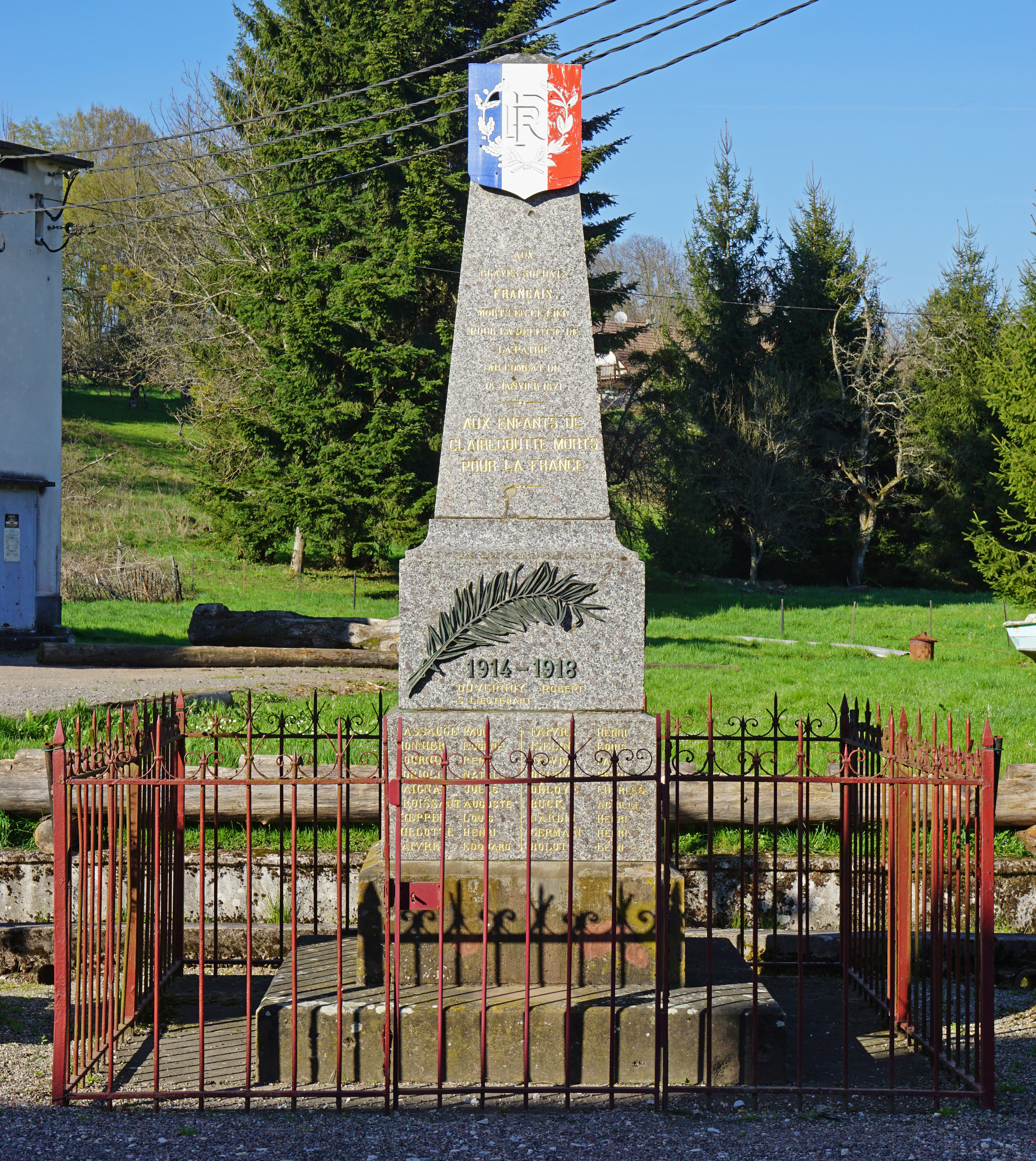
Le monument aux morts.

##### Usine de boissellerie
L'usine de boissellerie (saboterie) Durot, puis Tournu, puis Roehrich, puis tissage de soie des Soieries de Clairegoutte, comprend actuellement un atelier et un logement.

##### Les fontaines-lavoirs
Huit fontaines-lavoirs à obélisque ont été édifiées entre 1875 et 1880. La fontaine de la Cure, située devant le presbytère luthérien, a pour grande originalité d'être surmontée d'un buste de Georges-David Durot (1774-1849), pasteur luthérien de Clairegoutte. Il instruisit les jeunes du village et des environs qui montraient des dispositions. Tous réussirent par la suite. Pour perpétuer le souvenir de ce grand homme, la commune fit réaliser son buste par Henri-Frédéric Iselin, autre enfant du pays devenu célèbre. Les Allemands fondirent le buste durant la dernière guerre mondiale. Une réplique a été installée en 1989.

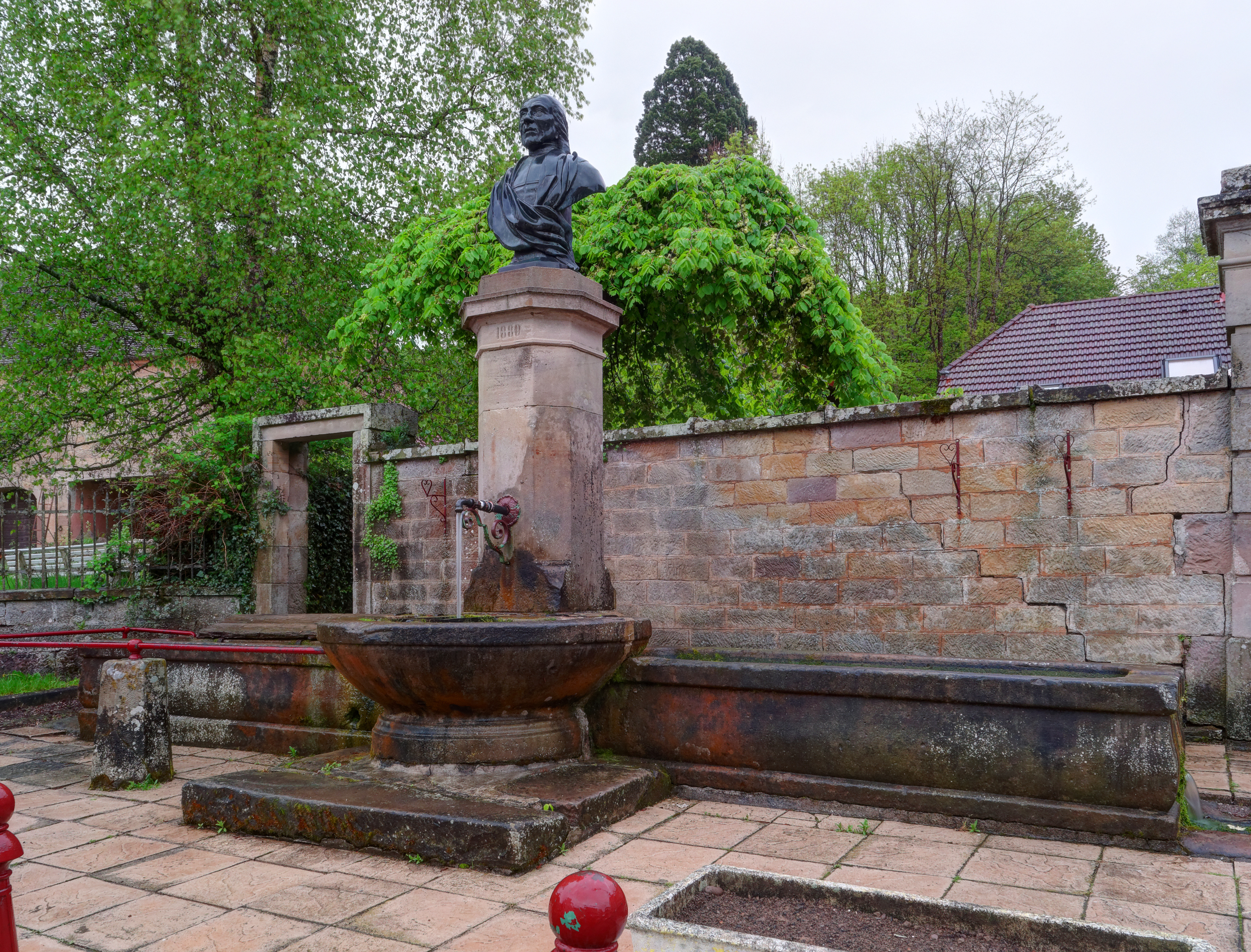
Fontaine-lavoir de la cure.
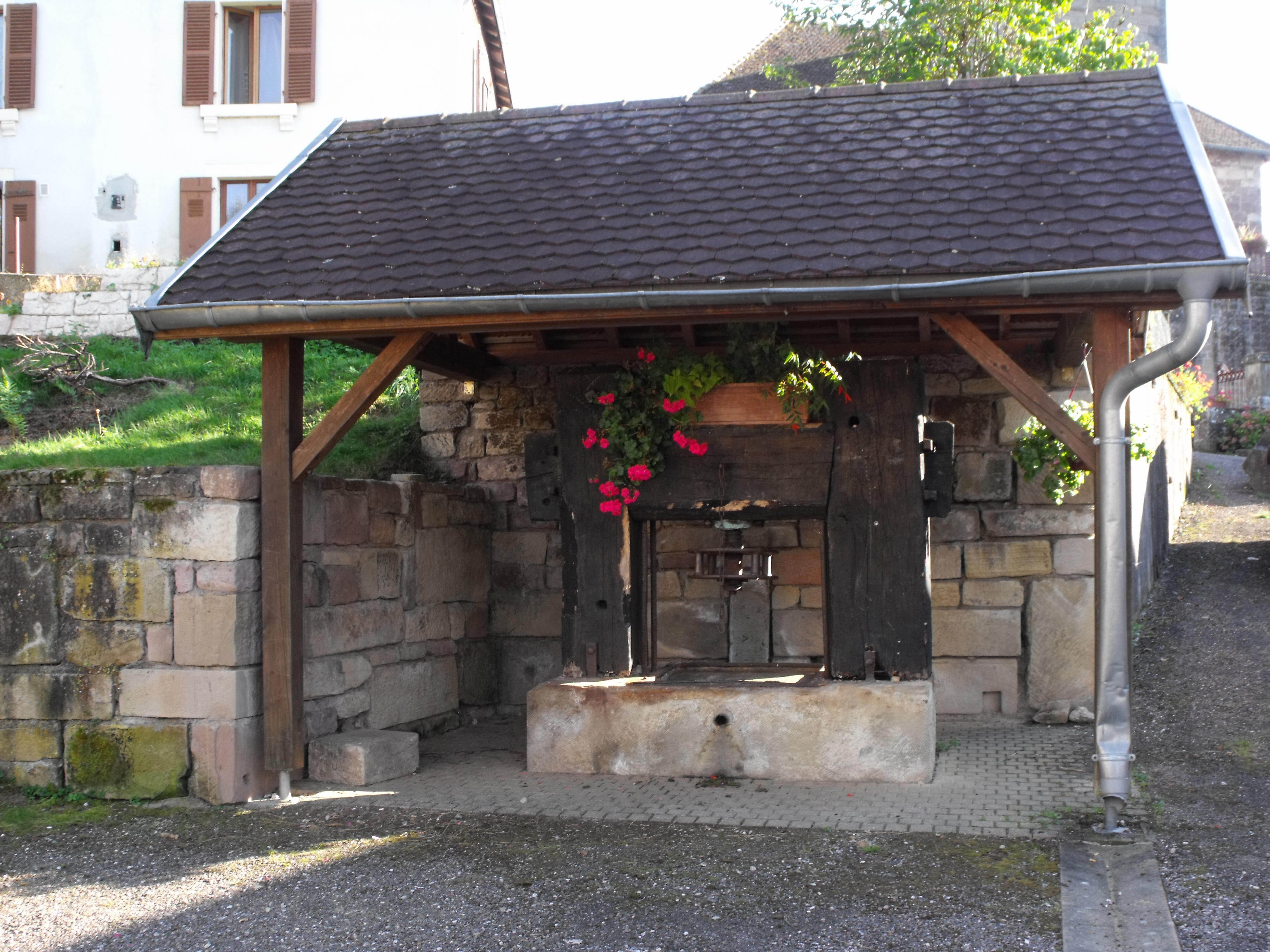
Une meule à grain.
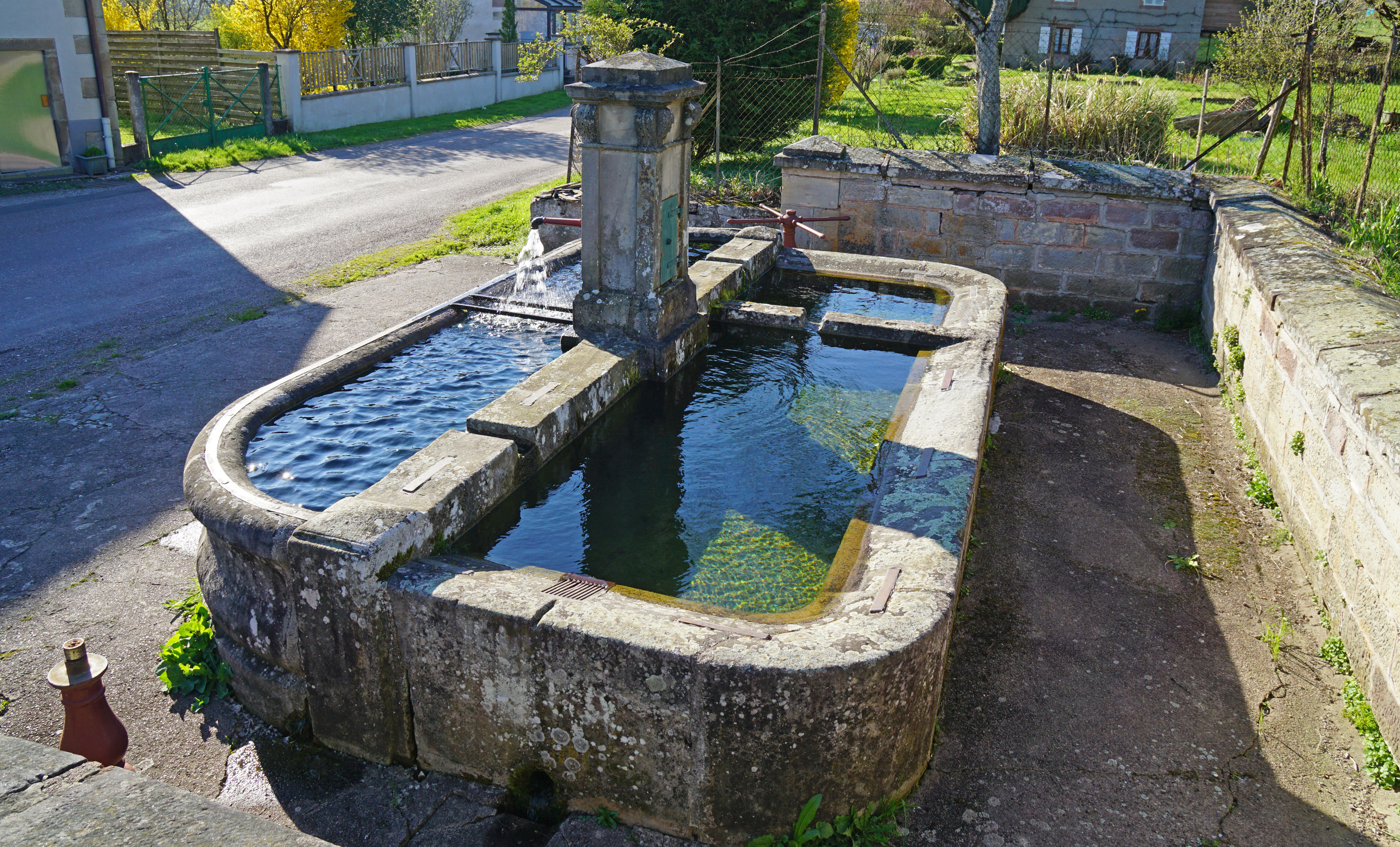
Fontaine-lavoir.
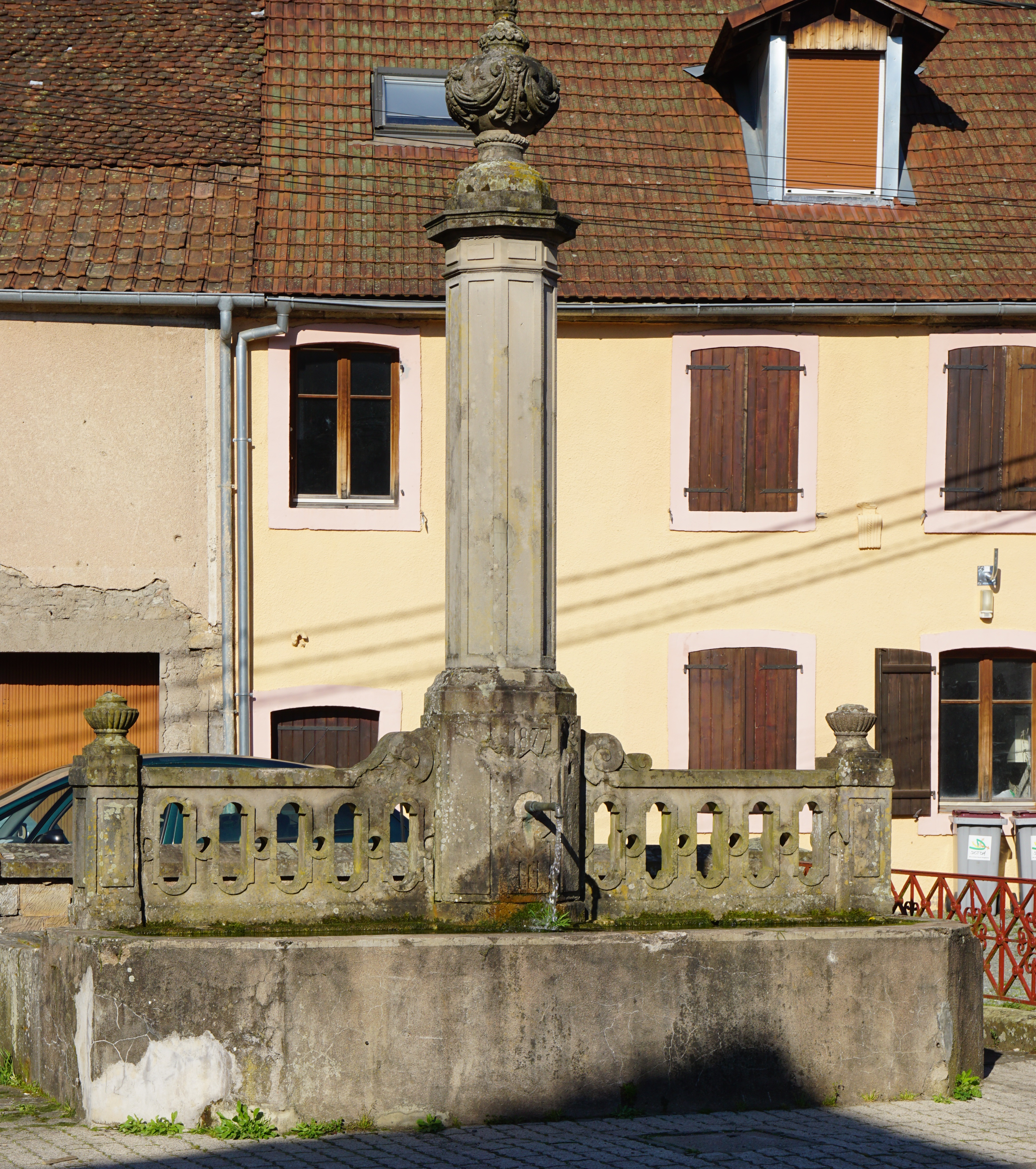
Fontaine décorative.

### Architecture
Le cœur historique de Clairegoutte offre une architecture particulière. Les bâtiments sont construits avec des matériaux locaux, soit le grès des Vosges, soit une pierre blanchâtre, sur des bases simples. Le grès qui donne un aspect similaire à un damier, est parfois sculpté sur certains bâtiments, notamment à la mairie. Le contour des portes et des fenêtres est généralement fait d'un grand bloc de grès. On constate cependant que l'ancienne clouterie a préféré l'art de la brique rouge. Les toits revêtent des tuiles tout à fait ordinaires. Les débords de toit sont très courts. Le développement récent du village a eu pour conséquence l'apparition de pavillons plus classiques et moins originaux.

### Espaces protégés
Un arrêté préfectoral est pris le 13 mai 2007 pour protéger le biotope de l'écrevisse à pattes blanches et de la truite fario.

### Tourisme pédestre
Clairegoutte est située sur le tracé du sentier de grande randonnée 59, qui débute au ballon d'Alsace pour rallier Lons-le-Saunier et dont une branche atteint la région de Chambéry. Son tracé traverse la commune par la forêt du Chérimont, sans passer par les zones habitées. Le Sentier des Ducs, et la Boucle de la tête du cheval sont deux sentiers locaux permettant des randonnées de quelques heures aux environs. Un gîte d'étape ouvert en 2011 permet d'accueillir les randonneurs.

### Personnalités liées à la commune

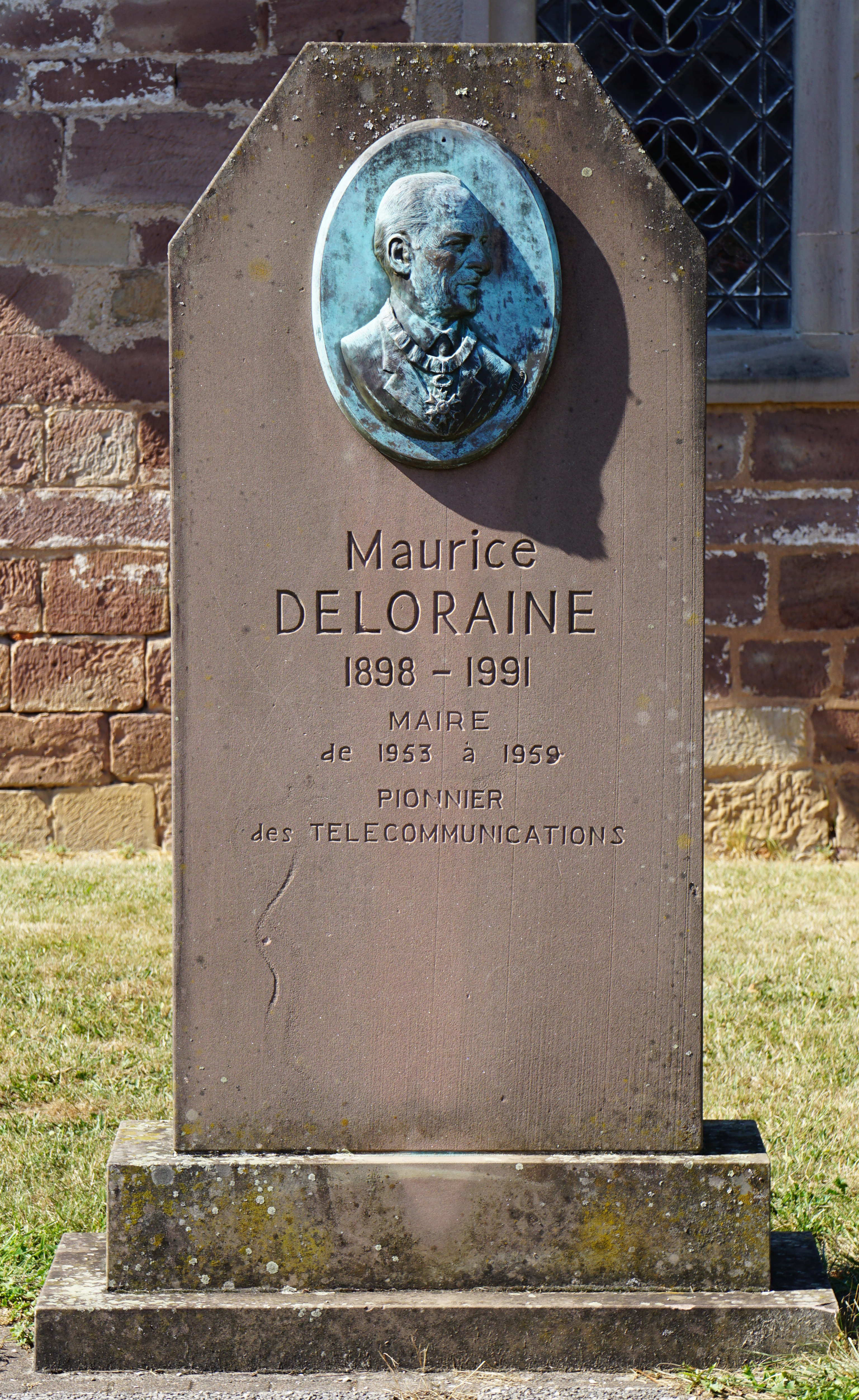
Stèle consacrée à Maurice Deloraine.

- Jean Nicolas Marmet (1590-1675), pasteur luthérien qui a desservi la paroisse de Clairegoutte.
- Henri-Frédéric Iselin (1826-1905), sculpteur, né et mort à Clairegoutte.
- Georges Iselin (1874-1952) est né à Clairegoutte dans une famille de sculpteurs. Élève de Mercié et Lemaire à l'École des beaux-arts de Paris, il est sociétaire des Artistes français à partir de 1900 et mention honorable au Salon en 1899, médaille de troisième classe en 1909. Il exerce dans son atelier de Paris. Il est l'auteur notamment des monuments aux morts de Gray, Étobon, Luxeuil-les-Bains, Marnay et Ronchamp[159],[160].
- Maurice Deloraine (1898-1991), inventeur, maire de Clairegoutte de 1953 à 1959. Une stèle à son effigie, située dans les jardins du temple protestant, a été inaugurée le 18 octobre 1992.
- Roberto Altmann (1942-2023), artiste peinte et graveur qui fut l'une des figures marquantes du lettrisme de 1962 à 1969. Son père, Robert (1915-2017), à qui la commune doit la restauration de la ferme-clouterie Hory, et lui-même avaient un profond attachement pour le village d'où était originaire Berthe Nocher-Altmann, leur mère et grand-mère. Ils y possédaient chacun une propriété.

### Héraldique
|  | Les armes de la commune se blasonnent ainsi : écartelé : au 1) d’azur au lion d’or armé et lampassé de gueules, au 2) d’or aux trois demi-ramures de gueules posées en fasce et rangées en pal, au 3) coupé d’argent et de gueules à la double fleur de lys brochant, de gueules sur l’argent et d’or sur le gueules, au 4) d’azur aux deux bars adossés d’or. |